# Menonitas en Rusia

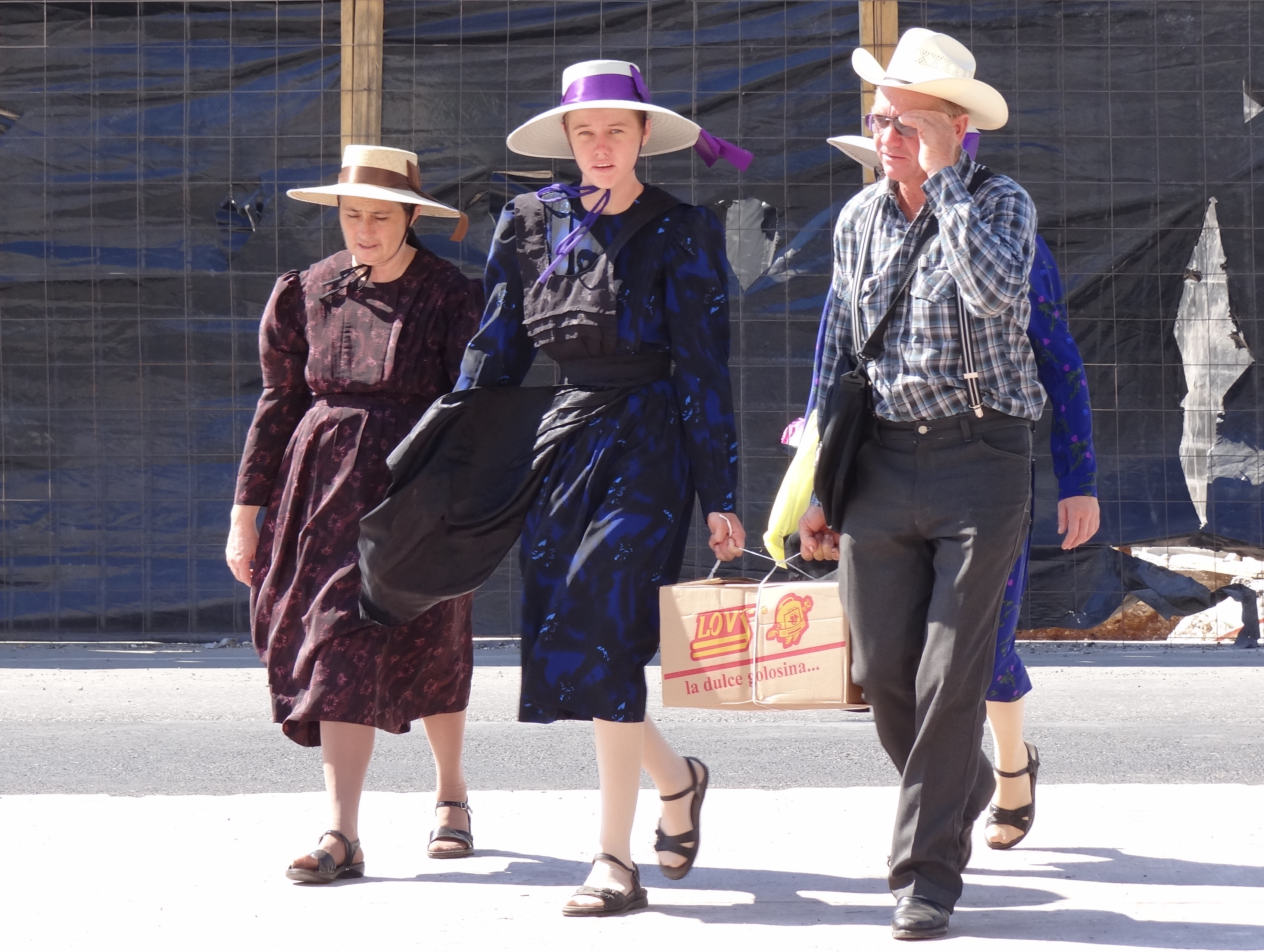
Familia menonita en Campeche, México.

Los menonitas de Rusia (alemán: Russlandmennoniten) son un grupo de menonitas establecidos en el Imperio ruso como resultado de la invitación a poblar que les hiciera la emperatriz o zarina Catalina II "La Grande" de Rusia, principalmente en Nueva Rusia (actual Ucrania) y la región del Volga.
Los ancestros de estos menonitas provenían de los Países Bajos y el norte de Alemania y, desde el siglo XVI, se habían radicado en el delta del río Vístula, Prusia Occidental (actual Polonia), en busca de una mayor tolerancia religiosa. Fue allí donde desarrollaron el plautdietsch (bajo alemán menonita), que luego llevaron a Rusia.
Tras un siglo viviendo en el Imperio ruso, el gobierno comenzó a implementar políticas de rusificación y la obligatoriedad del servicio militar, por lo que muchos menonitas comenzaron a emigrar a países de las Américas (principalmente Canadá, desde donde más tarde emigrarían hacia diferentes países de América Latina).
Más tarde, durante la dictadura de Stalin, los alemanes étnicos de Rusia y los menonitas sufrieron la confiscación de todos sus bienes y fueron deportados a campos de concentración gulags ubicados en Siberia y Asia Central, lo que produjo un genocidio. La población que estaba radicada en la actual Ucrania, además, fue sometida a hambrunas forzadas (Holodomor).
El término "menonitas de Rusia" se refiere al lugar en donde residieron tras su salida de los Países Bajos y el norte de Alemania, y no a su herencia étnica.
Actualmente existen diversas comunidades de descendientes de menonitas de Rusia: en Alemania, México, Paraguay, Bolivia, Belice, Canadá, Argentina, Uruguay, Perú y Brasil. La cantidad de menonitas étnicos en cada país es difícil de precisar, pues las estadísticas también incluyen a los menonitas conversos, los cuales son de cualquier otra etnia y viven fuera de las colonias menonitas.
Los menonitas del Vístula (y más tarde de Rusia) no deben confundirse con los anabaptistas amish, aunque ambos grupos rechacen o limiten las comodidades modernas (ver diferencias debajo).

## Historia
Entre los cristianos, las ideas de que el catolicismo era perfectible ya que presentaba una gran cantidad de políticas emanadas desde la mera ideología o conveniencia de los hombres de su momento, y no necesariamente desde las revelaciones divinas (el Nuevo Testamento), empezaron a crecer y se materializaron en la figura protestante de Martín Lutero. En su momento, el protestantismo, que no pretendía dejar de ser católico, reclamaba cuestiones tan básicas como que las misas católicas pudieran darse en un idioma que la gente entendiera (se daban en latín aunque la gente no entendiera nada) y querían traducir la Biblia a los diversos idiomas de las naciones, algo a lo que los líderes de la Iglesia católica se negaban. Si bien con el correr de los siglos, la Iglesia católica finalmente terminó introduciendo varios de esos mismos cambios en su seno, ya hacía siglos que había provocado una gran pérdida de fieles, los cuales debieron iniciar el cristianismo protestante.
Otro de los reclamos de Lutero era que, a su entender, la Iglesia debía terminar con las "indulgencias" que otorgaba el Papa a cambio de dinero. La doctrina católica sostenía que a través de esos honorarios pagados al Papa se podía recibir la reducción de la pena en el purgatorio. De acuerdo a Lutero, esto representaba una corrupción inaceptable mediante la cual cualquiera podía hacer la aberración más grande que total la tapaba con dinero. Por eso, en 1517, Martín Lutero pegó en la puerta de la Iglesia de Todos los Santos de la ciudad de Wittenberg, en Alemania, las que se conocieron como "Las noventa y cinco tesis", un cuestionamiento a la corrupción. Así, se podría decir que el protestantismo representó una revolución progresista en su tiempo dentro de lo que era el cristianismo de entonces.
Sin embargo, sus cuestionamientos no generaron una evolución de la Iglesia católica como él pretendía, sino un cisma, dado que la Iglesia católica no estaba de acuerdo en cambiar. Además, pronto surgieron más objeciones que las que planteaba Martín Lutero. Por ejemplo, Martín Lutero estaba de acuerdo con el bautismo infantil de la Iglesia católica. En cambio, en Suiza otros comenzaron a pensar que el verdadero valor del bautismo no se daría por imposición a un ser que aún carece de discernimiento respecto a la dimensión del bautismo en sí. Lo mejor, según ellos, sería bautizar a las personas cuando fueran mayores (18 años), momento en el cual elegirían a Cristo por convicción genuina. En otras palabras, su voluntad ya no estaría viciada, y por tanto el bautismo tendría verdadero valor.
En Suiza se estaba llevando a cabo la Reforma propuesta por Lutero bajo el liderazgo de Ulrico Zuinglio y el ayuntamiento de Zúrich. Zwinglio era mucho más radical que Lutero en su programa de reformas. Lutero desechaba únicamente las doctrinas y prácticas de la Iglesia católica que eran abiertamente opuestas a la Biblia. Zwinglio, en cambio, estaba dispuesto a eliminar toda enseñanza y toda ceremonia que no estuviese expresamente fundada en las Sagradas Escrituras. Aun así, Conrad Grebel, Felix Manz y otros asociados de Zuinglio no sintieron que la Reforma estaba yendo lo suficientemente lejos. Propusieron además acabar con el impuesto del diezmo, la usura y el servicio militar, ya que así se entrenaba a la gente para provocar la guerra (lo que se opone a la no violencia predicada por Jesús). Además, algunos de ellos querían una iglesia totalmente autónoma, libre de la interferencia del gobierno, ya que la experiencia había demostrado que el poderío de los monarcas o reinos de entonces también influía en las políticas que tomara la Iglesia (generando todavía más corrupción que la denunciada por Lutero). Así, en 1525 surgieron, durante la Reforma protestante, los anabaptistas (nombre que hace referencia al bautismo). O sea, los que proponían que el bautismo fuera en la edad adulta, entre otras cosas. "Ana" significa "otra vez" en griego, es decir, bautizados otra vez. Se los llamó así en referencia a que estos suizos se volvieron a bautizar entre ellos para que el bautismo fuera por elección y por verdadera Fe en Cristo. Ese primer grupo de suizos que se separó de Zuinglio y se volvió a bautizar fue conocido como "Hermanos suizos" (en alemán: Schweizer Brüder o Schweizer Täufer).
Mientras se estaba llevando a cabo la Reforma protestante, estas ideas anabaptistas pronto se extendieron a los Países Bajos (especialmente Frisia y Flandes) y el norte de Alemania (Frisia oriental y Holstein). En los primeros tiempos, Menno Simons, originalmente un sacerdote católico, se enteró del movimiento anabaptista, los planteos le parecieron coherentes, y entonces comenzó a repensar su Fe. De hecho, comenzó a examinar nuevamente las Escrituras sin encontrar argumentos para sustentar el bautismo de niños. Más aún, para Simons el pedobaptismo o bautismo de niños violentaba la sangre de Cristo, ya que gracias a su muerte se eliminaron todos los pecados del mundo, incluido el pecado original. La idea de bautizar a un niño para quitar el "pecado original" era por tanto un volver a empezar. En cambio, el bautismo como manifestación consciente de la fe (en la adultez), sería un compromiso individual de alejarse del pecado y de la vida mundana. De esta manera, liberaría al individuo de sus pecados personales. Menno también halló dudas en torno a la Transubstanciación, señalando que la Iglesia también erraba con respecto a ese tema, ya que a eso sí se lo debía tomar en modo metafórico. Desde entonces, sus seguidores fueron conocidos como los "seguidores de Menno" al principio, y luego simplemente como "menonitas".
Sin embargo, el clima de entonces distaba mucho del pluralismo religioso que hoy se vive en muchos países. Los anabaptistas fueron odiados tanto por los protestantes (que no querían hacer tantas reformas) como por la Iglesia católica (que no estaba dispuesta a hacer ninguna). Entonces, los llamaron la Reforma radical.
En los años posteriores a la muerte de Menno, el anabaptismo logró una gran difusión en los Países Bajos y los anabaptistas sufrieron severas persecuciones y matanzas. Más tarde, varios de esos territorios quedaron bajo el dominio español (Países Bajos Españoles) y todo fue peor. Dado que la sede de la administración española se hallaba en Bruselas, fue sobre los anabaptistas flamencos que se ejerció la mayor persecución por parte de los católicos. Los seguidores de Menno sufrieron una brutal persecución a cargo del Duque de Alba Fernando Álvarez de Toledo y Pimentel, que buscó terminar con ellos torturándolos y matándolos, aun solo por la mera cuestión del bautismo. También se utilizaron la lapidación, el entierro prematuro (vivos), la quema en la hoguera y la decapitación. Estas persecuciones y matanzas llevaron a que en el siglo XVI (alrededor de 1530) varios grupos de menonitas de esas regiones de los Países Bajos y el norte de Alemania se trasladaron al delta del río Vístula, en Prusia Occidental (actual Polonia), lo que les permitió sobrevivir, a diferencia de la mayor parte de los menonitas que no emigraron. Y fue en Prusia donde desarrollaron su idioma, el plautdietsch, también conocido como bajo alemán menonita. Luego de arribar a Prusia, comenzaron a reemplazar gradualmente el idioma neerlandés y frisón por el bajo alemán hablado en Prusia, mezclado con elementos de sus lenguas nativas. Los menonitas de origen holandés se unieron a los menonitas de otras partes de Alemania. Algunos pocos polacos se convirtieron menonitas y fueron asimilados por los menonitas del delta del Vístula.
En 1772, la mayor parte de las tierras menonitas en el área del Vístula en Prusia Occidental formaron parte del Reino de Prusia durante la primera de las particiones de Polonia. Federico Guillermo II de Prusia ascendió al trono en 1786 e impuso pesadas cuotas sobre los menonitas a cambio de la exención militar.

### En Rusia
En 1763, Catalina II "La Grande" de Rusia emitió un Manifiesto invitando a alemanes a colonizar Rusia, especialmente en la región del río Volga. Por una variedad de razones, los alemanes respondieron al llamado en grandes cantidades, lo que dio origen a los alemanes del Volga (católicos y protestantes), el grupo más numeroso entre los alemanes de Rusia.
Más tarde, los menonitas radicados en la región del delta del Vístula, en Prusia, enviaron delegados para negociar una extensión de ese Manifiesto y, en 1789, Pablo I, el príncipe heredero, firmó un nuevo acuerdo con los menonitas. La migración menonita desde Prusia a Rusia fue dirigida por los líderes menonitas Jacob Höppner y Johann Bartsch. El acuerdo fue que su territorio de asentamiento sería el noroeste del mar de Azov, el cual acababa de ser conquistado por el Imperio ruso al Imperio Otomano en la guerra ruso-turca (1768-1774). Dicha región se llamó Nueva Rusia (actual Ucrania). Muchos de los menonitas en Prusia aceptaron la invitación y allí fundaron, en 1789, la primera colonia menonita de Nueva Rusia llamada colonia Chortitza, a orillas del río Dniéper. Una segunda colonia más grande, Molotschna, fue fundada en 1803, y luego siguieron las demás.
Pronto Chortitza fue conocida como la "Vieja Colonia". Así, la expresión "Menonitas de la Vieja Colonia" (alemán: Altkolonier-Mennoniten) es usada en referencia los menonitas que descienden de los pobladores de Chortitza. Esta rama es la más conservadora entre los menonitas de Rusia y actualmente sus descendientes viven en diversos países de América Latina.
En 1802, muchas familias del asentamiento menonita conocido como Deutsch-Michalin, cerca de Makhnivka (óblast de Vínnitsa, Ucrania, el cual había sido fundado en 1787), se trasladaron a la cercana Volinia en 1802 (donde a su vez también estaban las colonias de los alemanes de Volinia, que no eran menonitas). Como dato curioso, en 1815, los menonitas suizos de origen amish que estaban asentados en Galitzia (no confundir con menonitas de Rusia) se establecieron cerca de Dubno, en Volinia. Otros menonitas de Galitzia vivían cerca de Lemberg, actual Leópolis.
En la región de Nueva Rusia, a su vez, se fundaron muchas otras colonias de alemanes no menonitas, los cuales serían conocidos como alemanes del mar Negro. Muchos de esos alemanes, antes de emigrar a la zona del Mar negro, estaban padeciendo los avances del ejército expansionista de Napoleón, el cual estaba arrasando con todas sus ciudades y granjas de su tierra ancestral. Si una familia alemana tenía una única vaca lechera, los soldados franceses mataban esa vaca para comérsela, saqueaban las casas, y seguían su paso hacia el este. Esta situación fue aprovechada por el Imperio ruso para hacerse de colonos alemanes, invitándolos por segunda vez. Es decir que la llegada de los menonitas a Rusia se dio en el marco de un fenómeno mayor, impulsado por las esmeradas invitaciones que hacía el Imperio ruso con el fin de poblar su territorio con comunidades de habla alemana.
En 1812 un grupo de familias de la colonia Molotschna, insatisfechos con el devenir de la iglesia en dicha colonia, fundaron su propia denominación a la que llamaron Kleine Gemeinde (en alemán: pequeña comunidad o congregación). A partir de 1860 se fueron a fundar sus propias colonias en esa región, para brindar oportunidades agrícolas a los miembros sin tierra como así también para evitar la participación política y administrativa en la colonia madre.
Luego de la caída de Napoleón, se celebró el Congreso de Viena (1814-1815). A partir del cambio de fronteras que surgió de él, dos asentamientos menonitas del delta del Vístula, cerca de Varsovia (Deutsch-Kazun y Deutsch-Wymyslo), quedaron bajo control ruso. Algunas de estas familias emigraron a colonia Molotschna después de su creación.
Entre 1836 y 1852, 149 familias sin tierra de la colonia Chortitza fundaron la Colonia Bergthal (la cual constaba de 5 aldeas, cada una con su nombre en alemán). La misma estaba ubicada sobre el Bodni, un pequeño afluente del río Berda, unos 200 km al sureste de la ciudad de Zaporiyia.
En 1854, a partir de nuevas invitaciones del gobierno ruso, los menonitas fundaron nuevas colonias en la región del Volga, y más tarde en la Gobernación de Oremburgo (fundando la colonia Neu Samara). Estos menonitas procedían de la colonia Molotschna y se ubicaron próximos a las colonias que ya estaban en la zona, las de los alemanes del Volga (no menonitas).
Cuando el gobierno prusiano eliminó la exención del servicio militar por motivos religiosos, los menonitas remanentes en esa región también quisieron emigrar a Rusia. Se les ofreció tierras a lo largo del Volga, en la entonces Gobernación de Samara y la exención del servicio militar durante 20 años, después de lo cual podrían pagar un impuesto especial de exención. Dos asentamientos, Trakt y Alt-Samara (para distinguirlo de la Colonia Neu Samara), los cuales consistían de varias colonias, se fundaron en 1853 y 1861 respectivamente. Así, dichas colonias menonitas estuvieron muy cerca de las colonias de los alemanes del Volga.
En la región de Molochna, al sur de Ucrania, los menonitas vivieron cercanos a los pastores seminómadas nogayos, desde 1803, cuando los menonitas llegaron por primera vez, hasta 1860, cuando los tártaros nogayos fueron deportados. Los menonitas siempre daban trabajos agrícolas a los nogayos y alquilaban sus tierras. Los ataques nogayos contra los asentamientos de los menonitas fueron un problema constante durante las dos primeras décadas de la colonización.
En 1870 alrededor de 9.000 menonitas habían emigrado a Rusia, sobre todo a los asentamientos de la colonia Chortitza y Molotschna, cuya población se incrementó a cerca de 45.000. Cuarenta "colonias hijas" se establecieron en 1914, ocupando cerca de 12.000 km² con una población total de 100.000 habitantes.
Si bien los menonitas se esparcieron y formaron varias colonias en las zonas ya mencionadas, hay dos en particular que es preciso mencionar (además de Chortitza y Molotschna): ellas son Bergthal y Fürstenland. Ambas fueron formadas con desprendimientos de Chortitza. En Fürstenland, hacia 1860 aproximadamente, algunos habían comenzado a modernizar la forma de cantar, introduciendo el "Choralbuch" (libro coral o himnario). Es de esta colonia de donde viene Johann Wiebe (1837-1906), nombrado Ältester u obispo en 1870 y quien jugará un papel crucial en Canadá, en la formación de la Iglesia de los menonitas de la Vieja Colonia. Esto se dio en la colonia canadiense de Reinland, en la provincia de Manitoba, y por ello la Iglesia fue nombrada Altkolonier Reinlaender Mennoniten Gemeinde, también conocida por sus siglas ARMG, es decir, como la "Comunidad de Reinland de los Menonitas de la Vieja Colonia" (y más tarde como Altkolonier Mennonitengemeinde).
Sin embargo, tras 1 siglo viviendo en Rusia, el gobierno ruso derogó los privilegios otorgados a los menonitas y puso en marcha una agresiva política de rusificación (idioma ruso, renombramiento de todas sus colonias en ruso, etc.), y les quitó autonomía, limitaba su idioma, su libertad de culto y les exigiría prestar el servicio militar a partir de 1874. Esto hizo que muchos menonitas de Rusia (además de alemanes del Volga, del mar Negro, etc., que sufrieron lo mismo), comenzaran a emigrar hacia países de las Américas, principalmente, en una primera instancia, a Canadá y Estados Unidos (desde donde más tarde migrarían a diferentes países de América Latina).
En mayo de 1874, el gobierno ruso, al darse cuenta de que 40.000 de los agricultores más laboriosos de Rusia se estaban preparando para partir hacia América del Norte, envió al General Eduard Totleben a las colonias. Al reunirse con los líderes de la comunidad, exageró las dificultades que se encontrarían en América del Norte y ofreció una alternativa al servicio militar que no estaría conectado de ninguna manera con las fuerzas armadas. Su intervención convenció a los menonitas más liberales de quedarse. Así, a comienzos de la Primera Guerra Mundial aún había unos 120.000 menonitas en Rusia.

### En América del Norte (septentrional)
En 1873 obtuvieron una invitación del gobierno canadiense donde les concedía los privilegios buscados. Entre ese año y 1880, aproximadamente 18.000 menonitas de Rusia emigraron a América del Norte, especialmente a la provincia de Manitoba, en Canadá, y un número similar se radicó en los estados de Kansas, Nebraska y Las Dakotas de Estados Unidos.
Los grupos más liberales —los de Molotschna y los hutteritas (cuyas colonias habían estado cerca de las de los menonitas)—  eligieron Estados Unidos.

#### En Canadá
Los grupos más conservadores, los de Chortitza, Bergthal y Kleine Gemeinde eligieron Canadá, que prometía privilegios iguales a los que antes tenían en Rusia y una gran extensión de tierra para restablecer colonias en Manitoba: East Reserve y West Reserve, ambas justo al sur de la ciudad de Winnipeg.
En 1874 los primeros en llegar a Canadá fueron los habitantes de la colonia Bergthal, acompañados por unas pocas familias (de las más conservadoras) de Chortitza. Se asentaron en la East Reserve o Reserva Este. Al año siguiente, un grupo liderado por Johann Wiebe y formado en sus dos tercios por familias de Chortitza y el resto por la casi totalidad de los habitantes de Fürstenland (una colonia secundaria de Chortitza que constaba de 6 aldeas y había sido fundada entre 1864 y 1870, justo antes de emigrar), se asentó en la West Reserve o Reserva Oeste. Entonces, el número total de inmigrantes menonitas a Manitoba parece haber sido de 7442 personas, de las cuales 3240 pertenecían al grupo Fürstenland-Chortitza.
En 1875 los menonitas asentados en Manitoba procedentes de Chortitza y Fürstenland fundaron en la colonia de Reinland la denominación Reinländer Mennoniten Gemeinde. Esta iglesia fue rápidamente conocida como de los Alt-Kolonier o Iglesia Menonita de la Vieja Colonia, ya que, al final, los de Fürstenland habían tenido una historia separada demasiado corta para no ser considerados también de la "Antigua Colonia" o "Vieja Colonia".
En 1880, 300 familias de la Reserva Este se mudaron hacia la Reserva Oeste debido a que las tierras del este eran más bajas y se inundaban en los años más lluviosos. Al igual que en ocasiones anteriores, con el tiempo, cada grupo que vivía aislado iba desarrollando determinadas particularidades que luego chocaban cuando éstos volvían a ponerse en contacto. Modificaciones en los patrones tradicionales de asentamiento, al igual que en otras facetas de la vida estaban ocurriendo entre los "Bergthalers" de la Reserva Este. Estas modificaciones fueron introducidas en los asentamientos de la Reserva Oeste y comenzaron a producirse roces al momento de la unión.
Paralelamente, la Bergthal Mennonite Church, que incluía a las colonias de la Reserva Oeste, había comenzado a aceptar la asistencia estatal canadiense en las escuelas y a cambiar los patrones de asentamiento conjuntamente con el sistema de autoridades. Así, mientras que los recién llegados de la Reserva Este, los menonitas de Bergthal, se convirtieron en los campeones del progreso y el ajuste al nuevo ambiente, el grupo Chortitza-Fürstenland de la Reserva Oeste devino en el custodio de la tradición. Para los menonitas de la Vieja Colonia (Old Colony Mennonites, es decir aquellos que venían de Chortitza) de la reserva Oeste, el patrón de asentamiento tradicional de los pueblos era la única forma de vida permisible y la desviación debía ser castigada. También hubo desencuentros respecto a la forma de cantar y a la utilización de los libros de canto.
Finalmente, en octubre de 1880, Johann Wiebe llamó a una Bruederschaft (reunión de hermanos, es decir, de hombres bautizados) en la que se les pedía renovar la pertenencia a la iglesia a aquellos que adherían a los principios tradicionales y rechazaran los cambios que estaban ocurriendo. De esta manera, los tibios o indecisos fueron eliminados de la ARMG (Altkolonier Reinlaender Mennonite Gemeinde) y terminaron uniéndose a la Bergthal Mennonite Church.
Más adelante, la iglesia de los Altkolonier fundada por Johann Wiebe enviaría una comisión a la Argentina para establecerse allí; sin embargo, en Buenos Aires tomaron contacto con el embajador mexicano, quien les gestionó todo para que se establecieran en México.
En 1894 los menonitas de la colonia Bergthal asentados en Canadá fundaron la denominación "Sommerfeld" (en alemán: Sommerfelder Mennoniten-Gemeinde) (actualmente sus descendientes viven en Canadá, México, Paraguay y Bolivia, incluso hay una colonia y una asociación en Paraguay que se llaman Sommerfeld).
Los menonitas llevaron a Canadá muchas de sus instituciones y prácticas, especialmente su tipo de asentamiento tradicional, lo que significó que se establecieron en vastas áreas exclusivamente menonitas donde formaron pueblos con nombres alemanes, como Blumenort, Steinbach y Grünthal, 3 ejemplos en la provincia de Manitoba.
Con todo, la tranquilidad para los menonitas de Rusia duraría solo unas décadas en Canadá. Dicho país era parte del Dominio británico y en 1917 sancionó una ley (School Attendance Act) que establecía la obligatoriedad del idioma inglés para todos, excepto para los franceses. Un segundo impulso para emigrar fue la ley de asentamiento sancionada en Canadá, la cual prohibía la cooperativa agraria, justamente la forma en que viven los menonitas. Esto provocó que en 1919 los grupos más conservadores de sus tradiciones enviaran una delegación a Latinoamérica con el fin de buscar un mejor lugar donde vivir. Por si fuera poco, la germanofobia que se dio en Canadá durante la Primera Guerra Mundial creó un clima aun más adverso.
Tras las migraciones de los menonitas más conservadores hacia Latinoamérica, la Altkolonier Reinlaender Mennoniten Gemeinde fundada en 1875 en Manitoba se disolvió oficialmente alrededor de 1925 en Canadá, ya que todos sus líderes habían emigrado a México. La mayor parte de los menonitas remanentes en Canadá, que eran los más liberales, se asimilaron rápidamente al resto de la población. En 1936 el grupo de la Vieja Colonia que no fue a México volvió a fundar en Manitoba la Old Colony Mennonite Church en Manitoba, si bien tiene muy pocos miembros (y en 2003 se dividió en 2, a partir de la decisión de un grupo más pequeño de aceptar las misas en inglés). Por eso, hoy en día la cultura de los menonitas hablantes del bajo alemán se conserva principalmente en países de América Latina.

### En América Latina

#### En México
En 1919, la "Iglesia Menonita de la Vieja Colonia" (alemán: Altkolonier Mennonitengemeinde, inglés: Old Colony Mennonite Church) fundada en 1875 en el estado canadiense de Manitoba por los menonitas de la "Vieja Colonia" asentados allí, envió una comisión a la Argentina con el encargo de buscar un nuevo país donde establecerse. La misma contempló a Argentina, Brasil y Uruguay. Sin embargo, una vez en Buenos Aires, la comisión tomó contacto con las autoridades de México a través del embajador mexicano que trabajaba en la capital argentina. Las posibilidades ofrecidas en México fueron muy importantes, lo que finalmente les permitió adquirir el terreno de 200.000 hectáreas en San Antonio de los Arenales (actual ciudad Cuauhtémoc, en el estado mexicano de Chihuahua). Así, ese lugar se convirtió en el epicentro de la migración menonita a México, especialmente de los menonitas de la "Antigua Colonia". A su vez, este hecho retrasó el asentamiento de menonitas en Argentina.
Los privilegios concedidos se encuentran en la denominada "Carta de Concesión", firmada el 25 de febrero de 1921 por el entonces Presidente General Álvaro Obregón y el Secretario de Agricultura y Fomento, General Antonio l. Villarreal.
Entre 1922 y 1925, los menonitas más conservadores de Rusia, unas 6.000 personas, abandonaron Canadá y se establecieron en México, fundando colonias allí. Hacia 1927 el número de menonitas en México ascendía a casi 10.000, y estaban repartidos entre los estados de Chihuahua, Durango y Guanajuato.
Actualmente, los menonitas son el puntal económico de muchos municipios mexicanos dentro de su área de asentamiento. La población de menonitas de México se encuentra repartida en todos los estados -aunque con una mayor concentración en Chihuahua- y asciende a varias decenas de miles de habitantes. Sin embargo, en las últimas décadas y, en especial, en últimos años, la alta inseguridad, la violencia narco y la escasez de agua están provocando que muchas familias menonitas abandonen México. La mayoría de las familias menonitas que ha abandonado México lo ha hecho otros países de Latinoamérica, pero también están los que han emigrado hacia Canadá, país en el que nacieron sus abuelos. Solo entre 2012 y 2017, al menos 30.000 menonitas mexicanos emigraron a Canadá.
En 2012 las autoridades de Tartaristán, un óblast de Rusia al norte de Samara, en la región del Volga, contactaron a los menonitas de México con el fin de que se radiquen allí, ofreciéndoles atractivas oportunidades. Si bien Rusia ya ha realizado estas mismas invitaciones en el pasado y no ha hecho ningún tipo de reparación con respecto al genocidio perpetrado contra los alemanes étnicos de Rusia, un grupo de menonitas decidió enviar una comisión a Tartaristán.

#### En Paraguay
En 1921, la cámara de Diputados y el Senado de Paraguay sancionó la ley 514 que determinó importantes derechos y privilegios a los menonitas con el fin de que se radicaran en su territorio.
En 1927 un grupo de familias menonitas provenientes de Canadá (de las provincias de Manitoba y Saskatchewan) fundó la primera colonia menonita de Paraguay, la Colonia Menno (que creció y devino en la actual ciudad Loma Plata), fundando conjuntamente la Cooperativa Chortitzer Ltda. (nombre que rinde homenaje a la vieja colonia Colonia Chortitza). Los fundadores de la Colonia Menno de Paraguay fueron los Bergthalers que habían decidido no seguir a Johann Wiebe, aunque se negaban a las escuelas públicas y el servicio militar.
Luego se agregarían muchas más, totalizando alrededor de 20 epicentros de asentamiento, cada una de las cuales se divide en varias aldeas. A lo largo de las décadas, los menonitas de Paraguay transformaron el árido Chaco paraguayo en fértiles tierras de cultivo, desarrollando caminos, riegos, escuelas, hospitales, etc., además de organizaciones que se dedican a la ayuda social de familias paraguayas. Paraguay otorgó las mayores libertades a los menonitas, lo que se tradujo en amplios beneficios para el país. La Colonia Menno, por ejemplo, hoy está considerada el epicentro del desarrollo agrícola y de la industria láctea de Paraguay. Este auge económico generado por los menonitas provocó que muchos paraguayos que vivían en la pobreza, sobre todo indígenas, se acercaran a la zona de asentamiento de los menonitas y se radicaran allí. Cuando los menonitas vieron el estado de desprotección que padecían, fundaron en Paraguay la Asociación de Servicios de Cooperación Indígena Menonita, la cual adquirió 155 mil hectáreas para cedérselas a los indígenas y la misma se dedica a asistir a estas comunidades. Actualmente la producción láctea de los menonita étnicos representa el 80% de la producción láctea de Paraguay, además de ser los primeros exportadores de carne del país.
Mientras tanto, los menonitas que habían quedado en Rusia estaban padeciendo la dictadura comunista, con condiciones de vida muy malas. Un grupo de menonitas del oeste de Siberia que posteriormente se asentó a lo largo del río Amur con vanas esperanzas de mejores condiciones de vida, logró escapar por el río congelado a Harbin, China. A unos cientos se les permitió la entrada a California y Washington. La mayoría permaneció como refugiada hasta que la Oficina Internacional Nansen para los Refugiados intervino y arregló el reasentamiento en Paraguay (Colonia Fernheim, compuesta por varias aldeas menonitas cuyo centro es la ciudad de Filadelfia) y Brasil en 1932.
Otro movimiento migratorio importante de menonitas de Rusia hacia Paraguay se dio en 1945, cuando llegaron más menonitas desplazados desde Rusia. Sucedió que durante la Segunda Guerra Mundial, el ejército alemán, en su avance sobre tierras soviéticas, había salvado a muchas familias de menonitas que vivían cerca del mar Negro, llevándolas a Alemania. Sin embargo, una vez terminada la guerra, Alemania fue ocupada por los países vencedores, y estos comenzaron a entregar por la fuerza a la Unión Soviética a las poblaciones que habían sido salvadas, aun sabiendo que en aquel lugar les esperaba la deportación a los campos de concentración y la muerte. Nuevamente los menonitas de Canadá y Estados Unidos organizaron una colecta para que los menonitas de Rusia recientemente reasentados en Alemania pudieran llegar a Sudamérica, evitando la deportación. De esta manera, 2.306 menonitas arribaron al puerto de Buenos Aires en 1947 a bordo del buque de vapor SS Volendam. Sin embargo, a causa de la intransigencia del gobierno argentino nacionalista de ese entonces respecto al servicio militar, debieron radicarse en el Chaco paraguayo y también en Bolivia, a través de convenios con el gobierno del Departamento de Santa Cruz de Bolivia.
Así, de los que viajaron en ese buque que arribó a Buenos Aires, alrededor de 1200 debieron fundar su colonia en Paraguay y la llamaran Volendam, en gratitud a lo bien tratados que se sintieron a bordo. Del resto, 870 fundaron la Colonia Neuland (literalmente "Nueva Tierra") también en Paraguay (la cual terminó convirtiéndose en una colonia super productiva para dicho país) y los restantes se unieron a sus familiares de las colonias menonitas de Paraguay que ya habían sido fundadas, como Fernheim (1930-1932) y Friesland (1937), o se establecieron en Asunción, la capital del país.
Friesland había sido fundada como un desprendimiento de la colonia Fernheim. Luego también se fundaron las colonias Bergthal y Sommerfeld, que tienen el mismo origen que la Colonia Menno.
Un segundo viaje del Volendam en 1947 llevó a Buenos Aires 1640 menonitas provenientes de Quebec, Canadá, los cuales también debieron radicarse en Paraguay. Al año siguiente, un tercer viaje del Volendam llevó hacia el Río de la Plata 751 menonitas refugiados, varios de los cuales eran de Prusia Occidental y vivían alrededor de la ciudad de Danzing (descendientes de los que en el siglo XVIII no se fueron a vivir a Rusia), otros de Galitzia y otros de Rusia. En la Alemania ocupada por los países vencedores corrían serio riesgo de ser deportados a Rusia. Los del tercer viaje tampoco pudieron radicarse en la Argentina, pero esa vez no fueron a Paraguay sino a Uruguay, fundaron allí las colonias El Ombú, Gartental y Colonia Delta.
Los laboriosos menonitas de Paraguay son los responsables de la gran revolución agrícola que se ha dado en Paraguay en las últimas décadas, desplazando en varios casos a Argentina en el sector que estaba entre sus fortalezas pasadas. En 2010 se estimaba que las familias menonitas trabajan alrededor de 2 millones de hectáreas en Paraguay, llegando a exportar en 2014 el doble de carne que Argentina y superándola también en la exportación de soja.

#### En Brasil
En 1930 un grupo de familias menonitas fundaron Witmarsum, estado de Santa Catarina, Brasil. En la década de 1950 los menonitas de Witmarsum migraron hacia el municipio de Palmeira, en el Estado de Paraná, Brasil, y allí fundaron el barrio llamado Colônia Witmarsum.
Otro grupo de menonitas procedentes de Estados Unidos se estableció en Rio Verde, Estado de Goiás.
Los menonitas de Brasil llevan una vida moderna. Visten la ropa que se vende en forma masiva y utilizan tecnología, siendo indistinguibles de otros habitantes. Continúan con la religión y sus comidas típicas.

#### En Bolivia
En la década de 1930, el gobierno de Bolivia ofreció privilegios a los menonitas para que estos se asentaran allí, incluida la libertad de culto, libertad de idioma, la posibilidad de que tuvieran sus propias escuelas en su idioma y no tuvieran que regirse por el programa de estudios determinado por el Estado, que nombraran a sus colonias con el nombre que quisieran y la exención del servicio militar. Los menonitas comenzarían a emigrar a Bolivia acercándose la década de 1950.
En 1954, un primer grupo de 37 familias de varias colonias menonitas de Paraguay se trasladaron a Bolivia y fundaron la colonia Tres Palmas, ubicada 25 km al noreste de la ciudad de Santa Cruz de la Sierra. Pronto fue fundada una segunda colonia a 5 kilómetros de Tres Palmas por un grupo de 25 familias conservadoras de la Colonia Menno de Paraguay. Los colonos de Paraguay tenían experiencia y estaban bien preparados para practicar la agricultura en un clima subtropical.
Otras colonias menonitas de Bolivia son: Canadiense I (1957), Bergthal (1961), Rivas Palacios (1967), Swift Current (1967), Reiland (1968), Sommerfeld (1968), Santa Rita (1968), Las Piedras (1968), Valle de la Esperanza (1975), Canadiense II (1975), Cupesí (1976), Belice (1981), Bergthal (1986), Pinondi (1988), Del Norte, Las Piedras II, Chihuahua (1989).
En 1963 se fundaron colonias menonitas en Bolivia donde convivieron menonitas de Paraguay y Canadá. En 1967, algunos menonitas de México y de sus "colonias hijas" de Belice comenzaron a establecerse en el Departamento de Santa Cruz de Bolivia. Al año siguiente, en 1968, fundaron la colonia Las Piedras, colonia fundada por menonitas llegados directamente desde Canadá. La mayoría de los colonos en Bolivia eran menonitas conservadores que querían separarse de las colonias que se estaban modernizando en otros países. En total, en 1986 había alrededor de 17.500 menonitas viviendo en 16 colonias en Bolivia, de los cuales casi 15.000 eran menonitas de la Vieja Colonia (Chortitza) y 2.500 descendían de los pobladores de la colonia menonita de Rusia llamada Bergthal (los cuales, a su vez, son también conocidos como de la comunidad Sommerfeld -en alemán: Sommerfelder Mennoniten-Gemeinde-, o Iglesia Menonita Sommerfeld; quienes habían llegado a Canadá en 1894 directamente desde Bergthal).
Las colonias menonitas en el municipio de Charagua son principalmente 3: Casa Grande (1997), Durango (1995) y Pinondi (1994).
En 2015 se estimaba que los menonitas de Bolivia estaban repartidos en algo más de 50 colonias, principalmente en el extenso departamento boliviano de Santa Cruz, con una población de 56.100 personas, ocupando 650 mil hectáreas. Sin embargo, las teóricas 50 hectáreas por familia de las primeras décadas ya no pueden cumplirse. Algunas familias tienen un poco más, pero otras tienen menos, incluso menos de 10 hectáreas por familia. En apenas 1 generación, esas 10 hectáreas terminan siendo 1 hectárea por familia (teniendo en cuenta que viven de la agricultura), lo que explica su acuciante necesidad de expandirse para no caer en la miseria, donde sea que las tierras sean accesibles.
A mediados de 2021, tras haber dejado durante 1 década que las familias menonitas de la colonia Valle Verde (ubicada en cercanías de la localidad de Quimome, a unos 30 km de San José de Chiquitos) desarrollaran la infraestructura construyendo caminos, acueductos, viviendas, galpones, etc., el llamado "Instituto de Reforma Agraria" (también conocido por sus siglas INRA) de Bolivia "resolvió" que 20 familias afines al gobierno ocuparan las tierras de la colonia menonita, desatando situaciones de crisis, incertidumbre y angustia en la población de trabajadores menonitas. Dichas familias fueron llevadas hasta allí y se instalaron en carpas en los campos de los menonitas.
El 14 de febrero de 2022, el "Instituto de Reforma Agraria" de Bolivia envió a Quimome una enorme caravana de camiones y camionetas conducidos por más de 400 policías con orden de desalojar a 120 familias menonitas con el fin de entregarles esas propiedades a personas afines al partido político boliviano MAS ("Movimiento al Socialismo", cuyo presidente es Evo Morales), las cuales no son de la zona pero fueron transportadas por la propia policía en dichos camiones para que tomaran posesión de todas las inversiones que a lo largo de los años han hecho las familias menonitas. Así, los menonitas reviven en Bolivia su pesadilla en tierras rusas, cuando la dictadura comunista les confiscó sus campos y los deportó, repartiendo sus propiedades entre habitantes comunistas.

#### En Uruguay
En 1948, a bordo del buque Volendam arribaron 751 menonitas refugiados, varios de los cuales eran de Prusia Occidental y vivían alrededor de la ciudad de Danzing (descendientes de los que en el siglo XVIII no se fueron a vivir a la actual Ucrania), otros de Galitzia y otros de Rusia. En la Alemania ocupada por los países vencedores corrían serio riesgo de ser deportados a Rusia. En Uruguay fundaron las colonias El Ombú, Gartental y Colonia Delta.

#### En Belice
En 1958, unos 1.700 menonitas de los asentamientos mexicanos se mudaron a lo que entonces era Honduras Británica, actual Belice, un pequeño país ubicado justo al sur de México. Allí fundaron la colonia Spanish Lookout. Estos menonitas de Rusia pertenecían a la congregación denominada Kleine Gemeinde (en alemán: pequeña comunidad o congregación, ver más arriba).
En 1958 también fue fundada en Belice la colonia Shipyard por menonitas de la "Vieja Colonia" provenientes de los estados mexicanos de Chihuahua y Durango.
En 1983, algunos habitantes de Spanish Lookout migraron a Canadá (Manitoba y Nueva Escocia).
En 1963 se fundaron nuevas colonias menonitas en Bolivia donde convivieron menonitas de Paraguay y Canadá. En 1967, algunos menonitas de México y de sus "colonias hijas" de Belice comenzaron a establecerse en el Departamento de Santa Cruz de Bolivia.
En 1969 algunas familias de menonitas de la colonia Spanish Lookout de Belice se mudaron fundando otra colonia en el mismo país, en la zona del río Barton Creek. Este asentamiento se llama Upper Barton Creek (Alto Barton Creek) y étnicamente representa una excepción, no siendo comparable a otros asentamientos de menonitas de Rusia. El motivo es que allí también se asentaron más tarde los llamados menonitas de la antigua orden (en inglés: Old Order Amish). Los "menonitas de la antigua orden" tienen una historia muy diferente a los alemanes de Rusia: su etnia no se formó en Europa sino en Estados Unidos, dado que emigraron allí en el siglo XVIII. Son descendientes de suizos y alemanes y no hablan plautdietsch (bajo alemán menonita) sino alemán de Pensilvania, y tienen costumbres y vestimentas diferentes, además de ser físicamente (fenotipo) diferentes a los alemanes de Rusia (los cuales descienden de holandeses y alemanes del norte). En consecuencia, sus apellidos también son diferentes. Haciendo la colonia Upper Barton Creek todavía más singular, allí también se asentaron colonos estadounidenses de ascendencia amish (ver más abajo las diferencias). Estos colonos también tienen un origen y lengua muy diferente a los menonitas de Rusia. Así, los menonitas de Rusia de esta colonia en particular se fusionaron con los "menonitas de la antigua orden" y los amish (estos dos últimos muy asociados a la historia de Estados Unidos), perdiendo sus características originales. Más tarde, esta colonia mixta fundaría a su vez dos "colonias hijas" también mixtas: Springfield (1996) y Pine Hill (1997).
En 1970 un grupo de familias de la colonia Shipyard de Belice (menonitas de Rusia) también se trasladaron a la región del río Barton Creek de Belice, fundando en la parte parte baja la colonia Low Barton Creek (Bajo Barton Creek). En esta colonia los menonitas de Rusia de sí conservan su integridad étnica (a diferencia de la de la parte alta) y continúan hablando plautdietsch. De hecho, es la colonia de menonitas de Rusia más conservadora de Belice. Sin embargo, en la actualidad es muy pequeña, ya que a finales de la década de 1980 muchos de sus pobladores emigraron a las colonias de menonitas de Bolivia y Paraguay.

#### En Argentina
En 1877 pudo entrar un pequeño y primer grupo de menonitas de Rusia y fundaron su colonia a orillas del Arroyo Nievas, cerca de Olavarría, en la Provincia de Buenos Aires. Sin embargo, no mantuvieron su integridad étnica, fusionándose con la comunidad de una iglesia luterana fundada por algunos inmigrantes alemanes que también habían llegado al país y estaban radicados en una zona rural.
Por eso, la primera colonia menonita de Argentina que prosperó y aún existe es "La Nueva Esperanza", fundada en 1986 en la antigua "Estancia Remecó", a 40 km de la localidad de Guatraché, en la Provincia de La Pampa. Esta es también la colonia menonita más conservadora de Argentina, ya que fue fundada por los que consideraban inaceptable el grado de modernización que tenían las colonias menonitas mexicanas en la década de 1980. Esta emigración hacia Argentina hizo que pudieran preservarse de todo el proceso de modernización restante que vivieron los menonitas que permanecieron en México.
Los primeros habitantes de la colonia de Guatraché llegaron desde el "Campo Uno" de la colonia menonita El Capulín, ubicada sobre el límite noroeste del Municipio de Nuevo Casas Grandes (no confundir municipio con localidad), en el estado de Chihuahua, en el norte de México. Dicha colonia mexicana había quedado próxima a la violenta Ciudad Juárez, donde la vida se les haría cada vez más difícil. Ese mismo año también llegaron otros menonitas a la misma colonia pampeana desde Santa Cruz de la Sierra (Bolivia), así como luego se sumarían otras familias llegadas desde Paraguay y Belice. Lo hacían huyendo de los desmanes sociales, robos, cuatrerismo, y otras calamidades en esos países, además de la modernización con la consecuente pérdida de sus tradiciones.
La colonia menonita ubicada próxima a Guatraché en la Provincia de La Pampa, además de ser la más grande, posee la particularidad de que la población de Guatraché en sí misma está compuesta en gran medida por argentinos descendientes de alemanes del Volga (católicos) y de alemanes del mar Negro, los cuales viven plenamente integrados.
En 1995 fundaron la primera colonia menonita de la Provincia de Santiago del Estero. La misma se ubica a 5 km de la localidad Pampa de los Guanacos, en tierras sumamente áridas, y también consta de 10.000 hectáreas. El grupo de familias fundadoras provino de colonias menonitas del estado mexicano de Durango.
En 2004 un grupo de familias menonitas de la colonia La Nueva Esperanza de Guatraché se mudó a la Provincia de Santiago del Estero. Allí fundaron Colonia del Norte, ubicada a 20 km de la localidad Las Delicias, en Campo 11, kilómetro 76 de la ruta 176.
En 2014 un grupo de familias menonitas fundó su primera colonia en la Provincia de San Luis. La llamaron Colonia Santa Rita en honor a la colonia del mismo nombre del estado mexicano de Chihuahua de la cual llegaron. La misma se encuentra ubicada en el antiguo campo "El Tupá" de la familia de bodegueros Bianchi, a 20 km de la localidad Nueva Galia, al sur de la Provincia de San Luis, muy cerca de la frontera con la Provincia de La Pampa.
En 2019 otro grupo de familias menonitas procedentes del estado mexicano de Chihuahua y de Canadá también llegaron a dicha provincia, fundando una colonia en cercanías de la localidad de Arizona, de nuevo en el sur de San Luis.

#### En Perú
En 2015 grupos de familias menonitas de Bolivia se trasladaron a Perú y fundaron las colonias Wanderland en el departamento de Loreto y Österreich en el de departamento de Huánuco. La segunda fue fundada por 25 familias, lo que significan entre 150 y 200 personas.
Entre 2017 y 2018, 45 familias menonitas procedentes de Belice fundaron otra colonia en Perú, en cercanías de la localidad Tierra Blanca, también en el departamento de Loreto.

#### En Colombia
En 2016 algunas familias menonitas de México se mudaron a Colombia. Las mismas procedían de la Colonia Manitoba, estado mexicano de Chihuahua. En Colombia fundaron la colonia Liveney (7200 hectáreas). Y las que procedían de la colonia Ojo de la Yegua (también conocida como Nordkolonie, estado mexicano de Chihuahua) fundaron la colonia Australia (7000 hectáreas), a la que también se sumaron menonitas llegados desde Estados Unidos, Canadá y Bolivia. Más tarde también fundaron la colonia La Florida (2000 hectáreas). Las 3 colonias se encuentran a aproximadamente 90 km de la localidad de Puerto Gaitán. Estas colonias son bastante modernas. Los menonitas han desarrollado muy rápidamente más de 20 km de carreteras para poder distribuir su producción y han llevado el tendido de cables eléctricos e internet a sus colonias. A 2021 seguían recibiendo más familias menonitas de México.
Los menonitas de Colombia han señalado que Colombia, pese a ser tan extensa, prácticamente no tiene producción agropecuaria, teniendo que importar sus materias primas de otros países, algo que con los menonitas cambiará (situación que también han hecho cambiar en Paraguay, que hoy exporta gracias a las producciones menonitas).

### Hambre, deportación y genocidio
En 1920 los menonitas de la colonia Molotschna enviaron una comisión a Norteamérica para alertar a los menonitas estadounidenses sobre las terribles condiciones de vida en Ucrania a causa de la Guerra civil rusa. En Ucrania se estaba padeciendo hambruna, aunque todavía faltaba lo peor: la hambruna provocada por el gobierno ruso, el genocidio Holodomor. Este hecho fue decisivo, ya que para socorrer a los menonitas se unieron diferentes ramas de menonitas de Norteamérica (algunas de las cuales llevan vidas muy distintas entre sí) creando así el Comité Central Menonita (en inglés: Mennonite Central Committee), también conocido por sus siglas en inglés MCC. El mismo es un servicio de socorro y una agencia de paz que actualmente representa a quince organizaciones menonitas y amish en América del Norte. La sede estadounidense está en Akron, Pensilvania, y la canadiense, en Winnipeg, Manitoba.
La nueva organización planeó brindar ayuda a Ucrania a través del trabajo de socorro menonita existente en Estambul. El grupo de Estambul, en su mayoría graduados del Goshen College (una universidad de artes liberales afiliada a la Mennonite Church USA), envió 3 voluntarios, que con gran riesgo entraron en Ucrania durante la Guerra civil rusa en curso. Llegaron al pueblo menonita de Halbstadt (parte del asentamiento o colonia de Molotschna), justo cuando el General Wrangel del Ejército Blanco se retiraba. Dos de los voluntarios se retiraron con el ejército de Wrangel, mientras que Clayton Kratz, que permaneció en Halbstadt cuando fue invadida por el Ejército Rojo, nunca más se supo de él.
Pasó un año antes de que se recibiera el permiso oficial del gobierno soviético para realizar trabajos de socorro entre las aldeas de Ucrania (ver Hambruna rusa de 1921-1922). Las cocinas proporcionaron raciones a 25.000 personas al día durante un período de 3 años a partir de 1922, con un pico de 40.000 porciones durante agosto de ese año. El Comité envió 50 combinaciones de tractor y arado Fordson a las aldeas menonitas para reemplazar los caballos que habían sido robados y confiscados durante la guerra. El costo de este esfuerzo de socorro fue de 1,2 millones de dólares.
En Rusia, incluida Ucrania, hubo una persecución activa contra la población de habla alemana. Por eso, la población de origen germano fue la que más sufrió el Holodomor, ya que no solo estaba sometida al hambre sino que además no gozaba de la colaboración del resto de la población.
Durante la dictadura de Stalin, todos los alemanes étnicos de Rusia, incluidos los menonitas, sufrieron la confiscación de todos sus bienes y comenzaron a ser deportados a campos de concentración gulags ubicados en Siberia y Asia Central, lo que produjo un genocidio.
En su avance sobre tierras soviéticas, el ejército alemán logró salvar a varios miles de familias menonitas, las que así pudieron refugiarse en Alemania. Otras se retiraron con el ejército alemán. Sin embargo, los rusos ya habían deportado a buena parte de las familias menonitas y aún quedaban las de las colonias del Volga.
El 9 de septiembre de 1941, por decreto de Stalin, todos los habitantes remanentes de las colonias de la región del Volga (alemanes del Volga) y de las colonias menonitas como Friedenheim, Köppental (am Mius), Orlof, etc., fueron deportados a campos de trabajos forzados ubicados en la región de Novosibirsk y otras regiones de la Rusia soviética. Las colonias menonitas del Volga fueron arrasadas y su población pereció.
Luego de la Segunda Guerra Mundial, Alemania fue ocupada por los países vencedores. Y estos comenzaron a entregar por la fuerza a la Unión Soviética a las poblaciones que habían sido salvadas de allí, aun sabiendo que en aquel lugar les esperaba la deportación a los campos de concentración y la muerte. Si bien una gran cantidad de personas de otras etnias fueron entregadas a la Unión Soviética, el Comité Central Menonita de Norteamérica logró interceder para que se evitara la deportación de la mayor parte de los menonitas que estaban refugiados en Alemania, lo que les permitió viajar a Paraguay y Uruguay.

## Características generales de las colonias

### Lenguas
Los menonitas de Rusia hablan plautdietsch (alemán bajo menonita) entre ellos, como lengua materna. Ese es un dialecto predominantemente oral, por lo que no tiene una ortografía oficial. Por eso, en sus escuelas también aprenden alemán estándar, que es el alemán actual. Para que puedan comprender sus libros antiguos aprenden además el tipo de letra gótica Fraktur y también la antigua cursiva Sütterlin. Algunos, además, saben un poco de inglés por su paso por Canadá. Los varones, cuyos trabajos hacen que tengan un mayor contacto con la población que vive fuera de las colonias, son los que mejor dominan el castellano.

### Trazado de las colonias

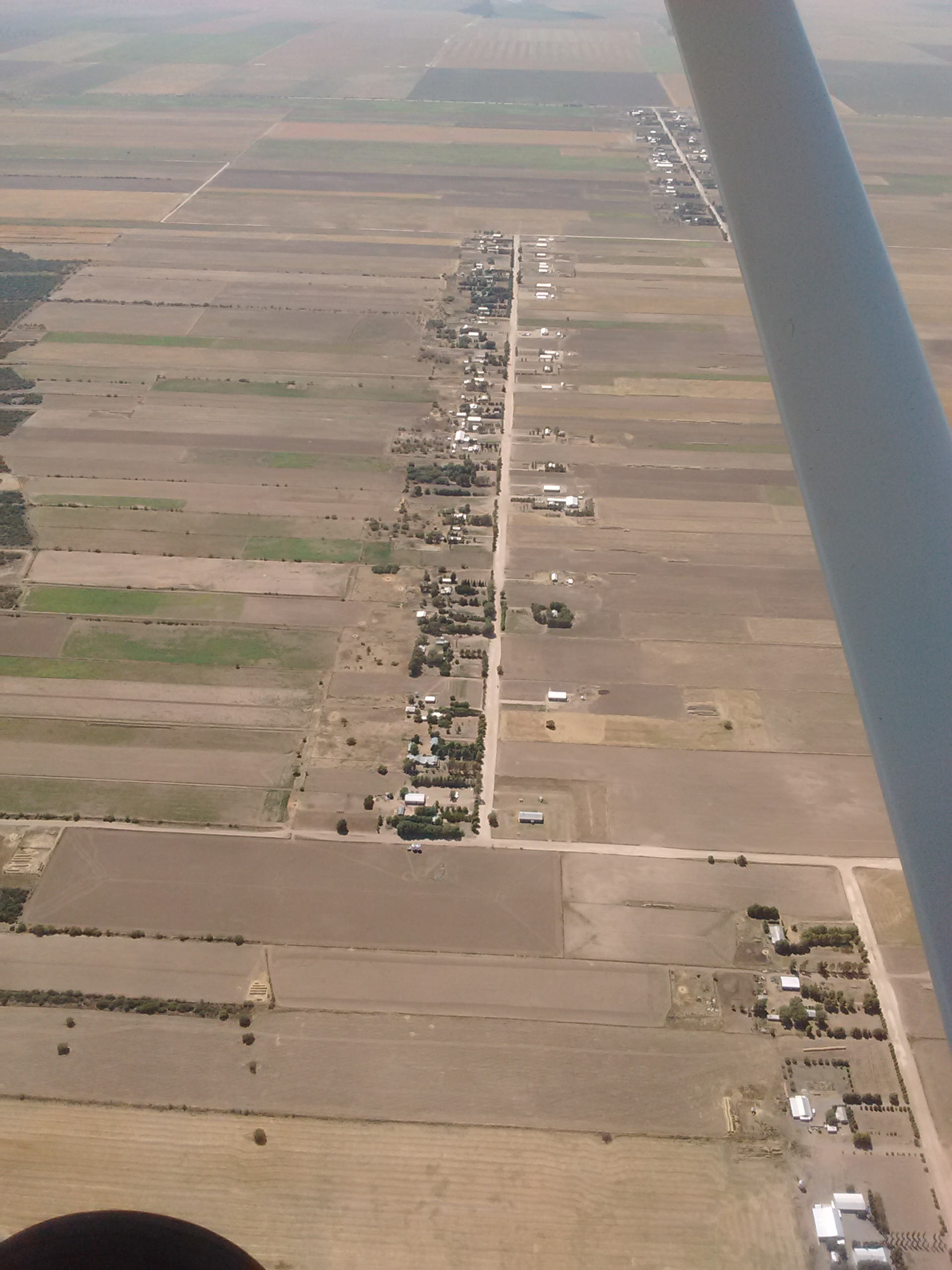
Vista aérea parcial de 3 "campos" (o Dörfer) de Colonia La Nueva Esperanza en el Departamento Guatraché, Provincia de La Pampa, Argentina. En el centro se observa el "Campo 4" con las viviendas ubicadas a lo largo de su calle central.

En el caso de los menonitas de Rusia hay que tener en cuenta que la palabra "colonia" no designa a 1 aldea en particular, sino a un área de asentamiento que se administra como un solo distrito. Es decir, está determinada por el establecimiento de un determinado grupo de familias que han acordado cómo vivir y qué reglas deben respetarse, siendo todos sus habitantes de la misma congregación religiosa.
Esta área de asentamiento, así, se divide en varios "campos", cada uno de los cuales se identifica con un número. Es decir que cada colonia tiene, comúnmente, el "Campo 1", el "Campo 2", etc. A su vez, cada "campo" posee un grupo de viviendas, una iglesia y una escuela, todas ubicadas a lo largo de una calle central, la cual está en el centro de cada campo. Esto significa que, aunque se trate de una colonia relativamente bastante poblada, nunca se verán muchas edificaciones juntas, o demasiadas personas al visitar un solo "campo", ya que los pobladores no se encuentran apiñados, sino que solo se visitará una calle por vez. Cada "campo" puede verse como un pequeño barrio lineal. El nombre en alemán con que ellos designan a cada "campo" con su calle central y sus construcciones es Dorf, palabra que significa aldea, aunque ellos prefieren traducirla como campo (porque entienden que todos pertenecen a una misma colonia). Cada Dorf tiene asimismo un nombre en alemán, aunque por practicidad lo mencionan con un número para los demás. También utilizan la identificación numérica de cada "campo" en el intercambio epistolar que mantienen con otras colonias.
En Alemania, este tipo de aldea que se desarrolla a lo largo de una calle central se conoce como Strassendorf.

### Administración de las colonias
Cada campo tiene un jefe de campo (Dorfschulze o Schulze a secas), el cual tiene un mandato de 2 años y es votado por los habitantes. El jefe de campo es el encargado de verificar que todas las reglas se cumplan, así como de solucionar los problemas que pudieran ocurrir entre distintos habitantes del mismo, y también de administrar tareas y gastos comunes como el mantenimiento de la calle, del cementerio y de la escuela. Otra de sus tareas es, por ejemplo, acompañar a los vacunadores a cada una de las casas. Por este cargo no recibe remuneración alguna y está prohibida la reelección.
Otro de los cargos es el de Vorsteher (u Oberschulze), el cual podría traducirse como alcalde o jefe de toda la colonia (incluye todos los campos). Lo ocupan dos hombres bautizados que se eligen mediante voto; las condiciones para votar son las mismas que para el Schulze y el resto de los puestos electivos, y existe la posibilidad de reelección. El período durante el que mantienen el cargo es de cuatro años, sin embargo, las elecciones se realizan cada dos años y los períodos se superponen, teniendo más autoridad aquel que lleva más tiempo en el cargo. Reciben el reembolso de los gastos que tengan durante sus funciones. El Vorsteher se encarga principalmente de las relaciones de la colonia con el exterior. No es necesario postularse para Vorsteher ya que todos los hombres casados y con propiedad son elegibles para el cargo, por lo que la autoridad quedará definida por la votación. Solo después de haber cumplido 10 años consecutivos en el cargo de Vorsteher puede un hombre negarse a cumplir con las funciones que le fueron asignadas por el voto.
Otro de los cargos es el de Feuervorsteher (asegurador contra incendios), elegido también por voto, y el Waisenamt (que se encarga de administrar los bienes de los huérfanos hasta que estos sean mayores).
La colonia comercializa sus productos a través de una entidad de la cual el Ältester u obispo es su presidente. El obispo no recibe sueldo por ser obispo, sino que es un padre de familia como todos los demás que también se elige por votación.
Existen, además, otros cargos a través de los cuales se distribuyen las tareas y responsabilidades de la educación y la religión.

## Religión menonita
Aunque pueda resultar sorprendente, los menonitas de Rusia no tienen grandes diferencias de doctrina religiosa con otros cristianos, como los católicos u otros protestantes, sino que a las diferencias más importantes las presentan en su estilo de vida.
Los menonitas creen en Dios y en Jesús. Su nombre viene de Menno Simons, originalmente un sacerdote de la Iglesia católica que, al dedicarse a estudiar la Biblia, comenzó a reorientar su fe. Sus seguidores fueron llamados comúnmente "discípulos de Menno" y, más tarde, simplemente "Menonitas". Uno de los puntos más importantes de los menonitas es que rechazan el bautismo infantil por ser una imposición a un ser que aún no tiene discernimiento para comprender la dimensión del mismo. En su lugar, Menno propuso el bautismo del creyente, que comúnmente se realiza alrededor de los 18 años, cuando la persona puede comprometerse en pensamiento y sentimiento con lo que está haciendo.
Los menonitas creen en: un Dios único, Creador del universo y Divina Providencia; la Santísima Trinidad (Dios Padre, el Hijo y el Espíritu Santo), la Encarnación de Jesucristo mediante la Virgen María, la condición de pecadores, la salvación por medio de la Fe y la gracia de Dios, la esperanza en la resurrección de los muertos y el regreso glorioso de Cristo, y la necesidad de ceñirse a la Santa Biblia en toda doctrina y conducta cristianas, entre otros.
Celebran las fiestas religiosas cristianas como la Navidad, Semana Santa y Pentecostés (entre las últimas dos celebraciones es el momento en que los jóvenes se bautizan, por lo que no es un buen tiempo para visitarlos si se es ajeno a la colonia, ya que estarán muy ocupados).
Son incluidos en el grupo de los anabaptistas (el nombre hace referencia al bautismo, ya que se bautizan en la adultez) y, por tanto, están a su vez dentro del grupo de los cristianos protestantes. Es decir, cristianos que en el pasado eran católicos pero que, durante la Reforma protestante, consideraron que el catolicismo de aquellos años era muy perfectible, mucho más de lo que señalaba la Reforma protestante, generando así la llamada Reforma radical. Por lo mismo sufrieron una brutal persecución y matanzas. Si bien la mayoría de los anabaptistas fueron asesinados, los grupos que emigraron lograron sobrevivir.
Uno de los motivos que llevaron a los protestantes a separarse, por ejemplo, fue que la Iglesia católica no les permitía dar la misa en su propio idioma (estaban obligados a escucharla en latín, aunque no entendieran nada), ni tampoco traducir la Biblia a los diferentes idiomas. Si bien el reclamo protestante hoy se consideraría básico y, con el correr de los siglos, la Iglesia Católica introdujo esos mismos cambios en su seno, ya hacía demasiado tiempo que había provocado una gran pérdida de fieles, los cuales debieron iniciar el cristianismo protestante. Así, se podría decir que el protestantismo representó una revolución progresista en su tiempo dentro de lo que era el cristianismo de entonces.
Los menonitas no adoran símbolos ni representaciones (estatuas, estampitas, medallas, etc.), y por tanto tampoco las tienen en sus iglesias. Tampoco adoran santos. El aspecto espiritual está presente en todos sus días pero, más allá de la Biblia, las oraciones diarias o la iglesia, la espiritualidad se vive internamente y en la medida en que las creencias se llevan a la práctica. Se trata de una religión de acción y no de adoración. Por tanto, los menonitas creen que trabajar es una de las mejores maneras para alabar a Dios.

## Estilo de vida
Son pacifistas, niegan el servicio militar y cualquier servicio con armas. Viven principalmente de actividades agrícolas que ellos mismos realizan y conservan su idioma y sus comidas típicas alemanas, aunque no se resisten a adoptar las comidas que les gustan de los países receptores. Su profunda cultura del trabajo, del orden y la pulcritud lleva a que desarrollen todos los lugares donde se radican, incluso zonas inhóspitas que nunca vieron un arado. Allí nivelan los campos, abren caminos que eventualmente terminan beneficiando a toda la comunidad, etc., haciendo un gran aporte a sus países de acogida. Al mismo tiempo, rechazan pensiones estatales, no contribuyendo en nada al déficit fiscal.
Llevan una vida sencilla, tan alejada de la comodidad como de la queja. Rechazan el individualismo, el consumismo, la cultura de masas, la frivolidad, la vanidad, la ociosidad, la indisciplina, la inmoralidad y la ostentación de riqueza. Esto significa que un menonita conservador, independientemente de cuánto progrese, se vestirá igual que los del resto de su comunidad.
Al individualismo se le oponen con el valor de la comunidad muy unida; al consumismo, con la vida sencilla; a la cultura de masas, con el aislamiento; a la frivolidad y vanidad, sin pasatiempos, ni decoración, ni fotografías, etc.; a la ociosidad, con el trabajo duro; a la indisciplina y la inmoralidad, con los obispos, el código de vestimenta y el riesgo de ser expulsado de la colonia; y a la ostentación, con la vida sencilla, entre otros.
Los sacrificados trabajos que realizan en lugares de difícil acceso y sin ninguna infraestructura estatal (ni caminos, ni agua corriente, ni cloacas, etc.) no impiden que lleven una vida ordenada y pulcra.
Cada colonia se rige por reglas propias que van más allá de lo determinado en la Biblia, pues en primer término no todas las colonias menonitas pertenecen a la misma congregación y, por el otro lado, cada una tiene su propio obispo. Así, estas reglas surgen de la congregación o denominación, del obispo (que es un habitante más que debe trabajar de otra cosa), de los jefes de las colonias y también de un consenso de todos los mayores que las aceptan y las hacen cumplir. Al mismo tiempo, surgen también de un aprendizaje transgeneracional respecto a la manera de preservar mejor a la comunidad, garantizando así su continuidad. Existen colonias de menonitas conservadoras que, por ejemplo, les sacan los neumáticos a los tractores. Esto tiene por fin que los jóvenes no se vayan al pueblo más cercano a divertirse en lugar de cumplir con sus tareas. Los continuos viajes al pueblo llevarían a que los jóvenes se enfocaran en otras personas y los matrimonios mixtos acabarían con la colonia en menos de 1 generación. Por otro lado, las radios de los tractores hablando durante todo el día de temas ajenos a la colonia terminarían modificando sus valores, razón por la cual directamente prefieren remover las radios de dichos rodados. Algunas personas ajenas a la comunidad menonita, que desconocen el motivo de algunas prohibiciones, creen que los menonitas son hipócritas respecto a la tecnología. Esto se da porque ignoran que las prohibiciones de algunas tecnologías no necesariamente son porque crean que la tecnología es mala per se. Sin embargo, creen que sí pueden llevar a resquebrajar la colonia si se le da un mal uso. Entonces, si bien los jóvenes tendrán la posibilidad de quedarse en la colonia o irse (no están secuestrados), se busca minimizar las tentaciones. Por ejemplo, algunos menonitas adultos pagan para que otra persona tenga un teléfono celular a su nombre y ellos puedan usarlo en caso de necesidad. Allí el problema no es el celular en sí mismo, sino tentarse a través del celular, dándole otros fines. Para evitar ese tipo de situaciones, algunas tecnologías solo se usan para el trabajo. La televisión, en tanto, sería un gran medio de aculturación, fomentando en las colonias un montón de antivalores. Con tanto trabajo que tienen para hacer durante todo el día, aun cuando existieran telenovelas "menonitas" con valores afines, el menor mal que podría ocasionarles la televisión, que es la pérdida de tiempo, ya sería un mal inmenso en su vida productiva. Como sea, el aburrimiento en una colonia menonita es imposible, pues la inactividad solo se da de noche, momento en que se hace necesario reponerse (además de garantizar la continuidad de las generaciones).
El domingo es el único día de relativo descanso que tienen, lo que de ninguna manera significa un día libre: deben asistir a misa y visitarse entre sí (por ello, si la colonia está abierta al turismo, no es una buena idea ni es aconsejable visitarlos este día si se es ajeno a la colonia).
Pese a vivir muy alejados de las principales ciudades y emplearse entre ellos, los menonitas no duermen siesta y cumplen horarios estrictos. Por eso, el domingo podría ser el único día en el que puedan descansar unos minutos a la tarde si así lo necesitan.
Su rechazo a la fotografía es porque la consideran algo banal. La fotografía podría estimular la vanidad o la frivolidad, algo contrario a sus creencias. Por lo mismo, las mujeres no llevan maquillaje, ni los varones compiten en deportes (aunque actividad física hacen durante todo el día en el campo). Aunque pueden dejarse fotografiar, no consideran bueno para ellos adoptar la fotografía.
Los menonitas no solo se dedican a los trabajos del campo, ya que al ser autosuficientes, también cubren las otras áreas necesarias para el funcionamiento de la colonia. Por eso, además de tambo, quesería, cría de animales de corral y cultivos propios de la huerta, tienen albañiles para levantarse ellos mismos sus construcciones, almacén y comercio de ramos generales para comprar otro tipo de alimentos, mercería para que las mujeres puedan conseguir las telas necesarias para confeccionar la ropa a sus familias, zapatero que fabrica los zapatos que usa la comunidad, mecánicos que arreglan la maquinaria del campo, carpinteros que fabrican los muebles que necesitan y también para vender fuera de la colonia, fabricantes de sus tradicionales buggies y otros carruajes, herrería, metalurgia, fabricación de silos, etc.
Los menonitas también gustan de compartir desinteresadamente sus conocimientos sobre agricultura o cualquier otro trabajo con las poblaciones próximas de otros orígenes, para que otras comunidades también se beneficien de ello.
Contra lo que suele pensarse, trabajar de sol a sol como lo hacen no es una imposición religiosa, sino una característica étnica. Los menonitas son descendientes de holandeses y alemanes y, por su histórico aislamiento en tiempos de persecución, conservaron la misma idiosincrasia que tenían sus ancestros hace siglos. Por otro lado, al no beneficiarse de los Estados de bienestar, necesitan trabajar mucho cuando son jóvenes para poder tener una vejez relativamente digna, durante los años en que no contarán con ninguna jubilación y muy probablemente no tengan salud, o al menos la fortaleza física suficiente para llevar a cabo los pesados trabajos que realizan siendo jóvenes. Además, al vivir en comunidades solidarias, se ayudan los unos a los otros, lo que hace que no tengan gente que no trabaje, a menos que se encuentren mal de salud. En simultáneo, como sus familiares tampoco cobrarán pensiones, necesitan trabajar aun más para prever situaciones de necesidad, catástrofes, etc. Los menonitas nunca utilizan su dinero para una vida de lujos, sino solo para comprar tierras (aunque sea en los lugares más desfavorables, inaccesibles o menos deseables), las cuales trabajarán con sus propias manos como un modo de asegurarse su subsistencia.
En las colonias más tradicionales (congregaciones Altkolonier), como algunas de Argentina o Bolivia, los cantos que se pueden hacer son únicamente litúrgicos y se hacen a capela, dado que no están permitidos los instrumentos musicales, ni tampoco bailar. En cambio, las colonias más modernas como las de México, por ejemplo, pueden organizar bailes.
Los velatorios duran 3 días (y solo se asiste de día) porque, después de eso, ellos nunca más van a ir a visitar esos restos. El difunto es velado con ropas de uso diario, rodeado de hielo. Al tercer día, vestido todo de blanco, son sepultados en su cementerio, generalmente ubicado detrás de la escuela o de la iglesia, comúnmente sin lápidas y no se hacen ofrendas florales. Se los deja "descansar en paz".
Por las características intrínsecas de su modo de vida, las comunidades menonitas son las que más padecen la presión fiscal. Aunque los menonitas pagan impuestos al Estado por lo que producen, por lo que venden y por lo que compran, están entre las poquísimas comunidades del mundo que rechazan recibir todo tipo de pensiones o jubilaciones estatales, y tampoco aceptan cobrar subsidios o asignaciones por los hijos que tienen, ni por embarazo, como las que se otorgan en Argentina. Sin embargo, son gravados por el Estado, pese a que el Estado sabe de antemano que esas personas no se beneficiarán de sus aportes. Así, las comunidades menonitas representan un caso excepcional donde se establece una relación injusta, ya que si bien en algunos países de América Latina existen otros individuos que no cobran pensiones por vivir totalmente fuera de la civilización (por ejemplo, grupos indígenas que viven en montes o en la selva), ellos tampoco trabajan, por lo que tampoco contribuyen con ningún impuesto. Al revés, aunque los menonitas no le cobran nada al Estado, sí trabajan mucho, por lo que padecen toda la presión fiscal.
Mientras que los menonitas no generan ningún tipo de déficit a los países, los beneficios que provoca su radicación exceden en mucho a cualquier beneficio anecdótico o indirecto que puedan llegar a recibir por parte de los Estados. Por eso, aunque la presión fiscal sobre las comunidades menonitas pueda ser legal, a menudo puede ser vista como moralmente deshonesta.

### "Separación del mundo"
Al llegar a un lugar, solicitaban a los gobernantes respeto a sus creencias, forma de vida y el Privilegium: la demanda de permanecer exentos del servicio militar, el juramento civil e incluso la educación oficial, explica el investigador Yann le Polain en un estudio documental sobre la migración menonita hacia América Latina.
Una de las características más salientes del estilo de vida de los menonitas de Rusia es su aislamiento en comunidades distantes de las grandes ciudades. La misma no es un invento de la religión menonita, sino una doctrina cristiana conocida como "separación del mundo", "inconformidad con el mundo" o "desacuerdo con el mundo", basada en Romanos 12:2, 2 Corintios 6:17, 2 Juan 2:15, Santiago 4:4, Lucas 16:15, 1 Pedro 2:9, Santiago 1:27 y otros versículos del Nuevo Testamento. La diferencia con otras religiones es que la mayor parte de las otras toman estas palabras de la Biblia en sentido metafórico, mientras que los menonitas creen que fueron dichas para ser tomadas de manera literal. La palabra alemana correspondiente usada por los anabaptistas es Absonderung. La inconformidad se expresa principalmente a través de las prácticas de vestimenta sencilla y vida sencilla.
El desconocimiento de esto lleva a juicios erróneos como que a los menonitas no les interesa conocer más sobre el país donde viven. Por el contrario, los menonitas son personas con sentimientos y, lógicamente, tienden a encariñarse. Pero en algunos casos han dejado hasta su tierra de nacimiento, su continente o subcontinente, y gran parte de su familia para cumplir con el precepto de mantenerse "aislados" (En muchos casos porque veían que sus vecinos se estaban volviendo Weltmensch -personas del mundo- y por tanto
se alejaban del Christenvolk -el Pueblo de Cristo-). No es, por tanto, que no tengan curiosidad o interés: ellos creen que tienen el deber divino de mantenerse alejados de todo para no tentarse con lo malo y cumplir con lo que Dios pide. Por tanto, si eventualmente se terminaran acercando demasiado a la cultura de una determinada ciudad, los líderes de las colonias más conservadoras comenzarían a pensar que ya es hora de proyectar el desarrollo de una nueva colonia en cualquier otro lugar, con el fin de mudarse, con todas las complicaciones que ello implica.

### Genética
Un estudio realizado por la Facultad de Medicina de Feinberg de la Universidad Northwestern, en Illinois (Estados Unidos), en cerca de 200 miembros de entre 18 y 85 años de esta población observó que algunos tenían una mutación nula en el gen Serpine 1 que retrasa el envejecimiento en humanos.
También, estos individuos manifestaban menores niveles de insulina en ayunas, una menor prevalencia de la diabetes tipo 2 y sufrían menos enfermedades cardiovasculares.

## Producción
Los menonitas son sumamente productivos. Pese a que las colonias más conservadoras descartan muchas de las tecnologías con las que sí cuenta el resto de la sociedad, lo que les hace el trabajo varias veces más pesado y extenuante, además de llevarles más tiempo, se ha estimado, por ejemplo, que la productividad de los menonitas de la colonia "La Nueva Esperanza" de la provincia argentina de La Pampa es 5 veces mayor que la de sus vecinos colindantes. Allí unas pocas familias producen 15 mil litros de leche por día y fabrican más de 500 silos por año. Todas las fábricas menonitas de Argentina reciben inspecciones estatales y sus productos alimenticios cuentan con aprobación del Servicio Nacional de Sanidad y Calidad Agroalimentaria (Senasa). Cada colonia cuenta con una entidad a través de la cual venden al resto del país sus quesos, pasta de mozzarella, trigo, muebles, aberturas y demás productos en madera, herrería, silos y otros implementos para el agro.
Los laboriosos menonitas son también responsables de la gran revolución agrícola que se ha dado en Paraguay en las últimas décadas. En el pasado, Paraguay importaba leche. Sin embargo, gracias a los menonitas, hoy en día la empresa menonita Lactolanda es la principal empresa láctea de dicho país, abasteciendo al consumo interno paraguayo y exportando además a más de 20 países. En 2010 se estimaba que las familias menonitas trabajaban alrededor de 2 millones de hectáreas en Paraguay, llegando a exportar en 2014 el doble de carne que países regionales que en el pasado destacaron en el agro, superándolos también en la exportación de soja.
Los menonitas de Bolivia (que a 2015 trabajaban 650 mil hectáreas), en tanto, son los responsables de que actualmente Bolivia exporte soja y otros commodities.

## Asimilación
Los menonitas étnicos (que no son conversos) son la mayoría de los miembros de esta comunidad en las distintas colonias de América Latina. La antropóloga Ruhama Pedraza, quien vivió un año con los menonitas para una investigación de campo, explica que entre esos asentamientos se puede observar dos grandes grupos: los conservadores y los liberales. Los conservadores desde hace siglos han buscado mantenerse cuanto sea posible al margen de la modernidad. Establecen colonias en sitios remotos, lejos de influencias culturales o tecnologías actuales, Los liberales, en cambio, han experimentado una apertura desde la década de 1960, cuando se dio una ruptura con las viejas prácticas. No todos los menonitas étnicos o sus descendientes viven apartados del resto de la sociedad conservando su idioma y tradiciones. Los menonitas de Rusia que han emigrado desde Canadá a diferentes países de América Latina han sido, precisamente, los más apegados a sus tradiciones y estilo de vida sencillo. Estos menonitas rechazan la cultura de masas, el individualismo, el consumismo, la ostentación de riqueza (desean llevar una "vida sencilla"), la militarización (son pacifistas), etc. Frente a cada uno de los intentos estatales de asimilación forzosa que han sufrido, o cada vez que han visto que sus pares se modernizaban demasiado, han optado por retirarse y buscar otro lugar o país donde poder vivir de acuerdo a su idiosincrasia.
Por eso, las comunidades de menonitas que quedan tras la partida de muchos menonitas hacia otro país, suelen ser más liberales o modernas que las que se van. Así, los menonitas que emigraron desde Canadá hacia México, en su tiempo, eran más conservadores que los que se quedaron en Canadá. A su vez, en la década de 1980, algunos menonitas de México se radicaron en Argentina porque consideraban inadmisible el grado de avance de la modernización que estaban experimentando los menonitas mexicanos en la década de 1980. Estas emigraciones les permiten a los que se van poder evitar que el proceso de modernización avance o, llegado el caso, evitar que se complete.
Las principales iglesias menonitas de las Américas, por tanto, no representan a estas personas como grupo étnico, algo que mucha gente ignora. Los menonitas étnicos que viven "aislados" no son los que abren las iglesias menonitas que se encuentran en las ciudades.
Las principales iglesias menonitas (que no es lo mismo que decir "de menonitas étnicos") son multiétnicas, sus fieles se visten como el resto de las personas y no adhieren al principio de "separación del mundo". Esto hace que los menonitas étnicos conservadores dependan de las propias congregaciones que ellos han creado dentro de sus aldeas. Pese a ello, es usual que las principales iglesias menonitas de Norteamérica contacten a los menonitas étnicos para que "se abran" y los insten a hacer proselitismo, algo a lo que ellos se niegan.
Asimismo, algunos menonitas jóvenes nacidos en las colonias más conservadoras de México, Paraguay o Bolivia, muchas veces tienen el deseo de conocer a sus familiares que quedaron en Canadá, lo que hace que en algunos casos quieran viajar y se cuestionen porqué ellos viven de manera más conservadora si sus tíos o primos de Canadá viven de manera diferente. Desde 1950, Canadá ha recibido muchos jóvenes menonitas nacidos en México que van a encontrarse con sus familiares. Una de las primeras motivaciones para esta emigración ha sido la económica.
Con todo, tanto en Canadá y Estados Unidos, pero también en México y Paraguay existen muchos descendientes de menonitas de Rusia que llevan una vida "moderna" por su propia decisión. Es decir, viven en ciudades, tienen automóviles, se visten como el resto de la gente y su pareja es de otra ascendencia y religión.
Como es lógico, la asimilación de los menonitas lleva a que se destaquen en áreas que son muy distintas a sus actividades tradicionales, logrando notoriedad social. Por ejemplo, Matt Groening, el creador de Los Simpson, el actor Brendan Fehr, o la escritora y actriz Miriam Toews, entre muchos otros.
En lo que respecta a los "menonitas de la Vieja Orden" que emigraron a Estados Unidos hace siglos desde Suiza, el sur de Alemania y la zona alemana limítrofe con Francia, y hoy hablan alemán de Pensilvania (no confundir con los menonitas de Rusia), probablemente el descendiente más famoso sea Dwight D. Eisenhower, 34.º Presidente de los Estados Unidos (1953–1961). El ancestro directo de Eisenhower, Hans Nicol Eisenhauer, fue un alemán menonita que se estableció en Lancaster, Pensilvania, en 1741. Aunque aún quedan menonitas y amish en Estados Unidos viviendo apartados, la mayoría de los que emigraron en aquellas lejanas épocas no conservaron sus tradiciones, fundiéndose con el resto de la población, tal como lo hizo el ancestro del expresidente Eisenhower. Como contrapartida, los descendientes de los menonitas que continuaron viviendo apartados hasta nuestros días presentan una bajísima deserción.
En América Latina, existen al menos 2 youtubers menonitas (y a la vez tiktokers) que suelen compartir experiencias sobre sus respectivas comunidades: una es Marcela Enns (1992) de México, cuyo usuario es Mexicana menonita, y el otro es Gerardo Rempel (2003) de Bolivia, cuyo usuario es Gerardo Menonita.
Existen principalmente 2 maneras en que se da el proceso de "modernización" entre los menonitas tradicionales que viven "aislados", lo que los lleva a cambiar también de denominación o afiliación dentro de la religión menonita. El primero surge del propio deseo de cambiar. Por ejemplo, en las décadas de 1950 y 1960, los menonitas de Paraguay decidieron modernizarse por propia voluntad, lo que marcó una revolución en su modo de vida y producción dentro de ese país. Cambiaron su modo de vestir, incorporaron más tecnologías, etc. Algunos menonitas no lo vieron bien, preguntándose entonces para qué habían abandonado Canadá en su momento. Si bien esto llevó a que algunos se fueran de Paraguay, la mayoría acompañó la modernización porque fue una decisión tomada por la propia comunidad (no una imposición desde afuera).
El otro modo en que se da el proceso de cambio es bastante más traumático: la expulsión de la colonia. En las colonias conservadoras de Bolivia, por ejemplo, muchos menonitas fueron expulsados por no adaptarse del todo a reglas tan estrictas (violación reiterada de las normas). Por tanto, con ayuda de los menonitas modernos de Canadá, los expulsados de Bolivia pudieron comprar tierras en ese mismo país y fundar su propia colonia, que es menos estricta.
Esta posibilidad de rebelarse sin por ello perder todos los lazos con su comunidad solo la tienen cuando los asentamientos menonitas son lo suficientemente numerosos. Cuando las colonias apenas tienen algunas familias, el control social es más eficaz, dado que un disidente no siempre tiene otro disidente para unirse. O eventualmente 2 disidentes tampoco podrán formar una colonia, ni tendrán el dinero suficiente para comprar tierras. Una buena parte de las colonias de Bolivia se ubican a pocos km de la ciudad de Santa Cruz de la Sierra. Por eso, algunos de los expulsados de esas colonias, y que no pudieron formar otra colonia, hoy residen individualmente en dicha ciudad. Sin embargo, eso no necesariamente significa que estén felices de residir fuera de su colonia, sino que hubieran deseado modernizar su colonia. En su caso, emigrar a comunidades más modernas de Paraguay es una de las opciones para poder estar entre gente afín.
La expulsión de la colonia no solo es traumática porque la persona queda fuera de esa rama de la religión (que sería lo de menos) y porque no podrá volver a visitar a sus familiares (porque finalmente resultaría en intensa propaganda contraria a la colonia, lo que quebraría las reglas internas), sino porque fundamentalmente significa también la expulsión del propio grupo étnico (a menos que haya algún otro grupo de menonitas al cual se puedan unir). Es decir que el hecho de que un menonita pueda estar en desacuerdo con acatar todas las reglas de la colonia en la que nació (por ejemplo, algunos jóvenes quieren tener su propio teléfono celular o una moto), no significa que no quieran estar entre su gente. Por ejemplo: si un latinoamericano cualquiera fuera excomulgado por la Iglesia católica, aún seguiría viviendo entre sus compatriotas y por tanto podría seguir hablando su idioma, comiendo sus comidas típicas, etc. En cambio, muy diferente sería el caso de ser excomulgado por la Iglesia católica y a la vez expulsado de su país, no pudiendo ver más a sus padres ni hermanos y teniendo que vivir entre otros grupos étnicos.
Por esta razón, para los menonitas expulsados de las colonias más tradicionales, es muy importante tener otras colonias menonitas donde ir, no necesariamente ya por motivos religiosos, sino por el aspecto étnico, es decir, la posibilidad de volver a compartir con su gente, personas que hablen el bajo alemán, hayan tenido una historia similar para comprenderse y apoyarse, hagan sus mismas comidas, etc.

## Diferencias con los amish

### Diferencias fundantes
Los menonitas del delta del Vístula (y más tarde de Rusia) no deben confundirse con los anabaptistas amish de Estados Unidos, aunque ambos grupos sean anabaptistas y rechacen o limiten las comodidades modernas o la tecnología.
Los menonitas de Rusia se formaron como grupo étnico en Europa, mientras que los amish se consolidaron como grupo étnico en Estados Unidos.
Los menonitas de Rusia descienden de holandeses y alemanes del norte de Alemania y hablan plautdietsch (bajo alemán menonita), además de haber vivido aislados en Europa (en Prusia y luego en Rusia) hasta la segunda mitad del siglo XIX (y en algunos casos hasta mediados del siglo XX). Los menonitas de Rusia son descendientes directos de los seguidores históricos de Menno Simons, de allí surgió su nombre ("Menno"). Sus ancestros siguieron a Menno Simons mientras este vivía y sus descendientes continúan con sus preceptos, sin cambiar de denominación.
En cambio, los amish son descendientes de suizos y alemanes del centro-oeste (como Alsacia) y del sur de Alemania, los cuales en el siglo siglo XVIII (alrededor de 1730) emigraron al estado de Pensilvania (Estados Unidos), conservando en Estados Unidos su idioma alemán (ya estabilizado en 1 solo dialecto). Así, aislados desde entonces en Estados Unidos, se afianzaron como grupo étnico. En su caso, hablan un dialecto del alto alemán, el alemán de Pensilvania, muy similar al dialecto alemán del Palatinado. El punto en común es que los amish también son anabaptistas y rechazan las comodidades modernas. Sin embargo, los amish, aunque fueron menonitas en su propia región europea, hace siglos que ya no se referencian con Menno Simons sino con el suizo Jakob Ammann (justamente del apellido Ammann surgió la denominación "amish"). En 1693 el suizo Ammann, que era menonita, predicó en Suiza y luego en la Alsacia germana 1 siglo más tarde de que lo hiciera Menno Simons, con el fin de reformar la Iglesia menonita de Suiza y el sur de Alemania. Como sus esfuerzos fracasaron, decidió separarse de las congregaciones menonitas, dando origen a su propia línea.
Así, si bien todos los menonitas son anabaptistas, no todos los anabaptistas son menonitas.
Cuando Jakob Ammann predicaba en Suiza, ya hacía muchos años que los ancestros de los menonitas de Rusia vivían refugiados en Prusia, en colonias aisladas. Así, las creencias de los menonitas y los amish tomaron rumbos diferentes en el siglo XVII (1693).
Del mismo modo, los menonitas de Rusia tampoco deben ser confundidos con los llamados menonitas de la antigua orden (en inglés: Old Order Mennonites) de Estados Unidos, los cuales viven muy cerca de los amish, llegaron en la misma época, también tienen un origen suizo y alemán y hablan alemán de Pensilvania. Los "menonitas de la antigua orden" también se consolidaron como etnia en Estados Unidos, principalmente en Pensilvania. A lo largo de los años, las conversiones de amish a menonita (ya sea de amish a "menonitas de la antigua orden" o a la versión menonita liberal de las ciudades) o de "menonitas de la antigua orden" a amish han sido comunes dentro de Estados Unidos (esto no incluye a los menonitas de Rusia). Sin embargo, el hecho de que los amish puedan convertirse en menonitas, obviamente no hace que cambien de grupo étnico, ni de apellidos, ni su lengua. Se convierten, así, en menonitas de ascendencia amish (siguen étnicamente separados de los menonitas de Rusia). Solo una minoría de todos los amish que emigraron a Estados Unidos se mantuvo aislada, formando dicho grupo étnico.
Actualmente, casi dos tercios de los amish viven en 3 estados de Estados Unidos: Ohio, Pensilvania e Indiana. La ciudad de Lancaster (y sus alrededores), en Pensilvania, es el epicentro de los asentamientos amish. Sin embargo, debido al aumento en el precio de la tierra, algunos amish han tenido que migrar estableciéndose en otras áreas de Estados Unidos. Con el correr de los años, los amish se han dividido en una gran cantidad de afiliaciones, cada una de las cuales tiene un nombre específico, fruto de sus diferentes opiniones sobre cómo vivir. Así, por ejemplo, están los amish de la Vieja Orden, los amish de la Nueva Orden (en inglés: New Order Amish), y muchos más.
Respecto a sus prácticas religiosas, los menonitas de Rusia construyen sus iglesias (edificios para tal fin). En cambio, la mayoría de las congregaciones amish (de la Vieja Orden) no tienen iglesias, sino que realizan sus oficios en alguna casa, usualmente denominada casa amish. Para esto se basan en el Nuevo Testamento, específicamente en Hechos 17:24.
Los apellidos más comunes entre los menonitas de Rusia son de origen holandés, y también los hay del norte de Alemania: Friesen, Penner, Reimer, Dyck/Dick/Dueck, Wiebe, Klassen, Peters, Giesbrecht, Hiebert, Doerksen/Derksen/Duerksen, Funk, Kehler, Toews, Neufeld, Thiessen, Barkman, Loewen, Rempel, Martens, Harder, Kroeker, Unger, Hildebrand(t), Enns, Sawatzky, Fast, Schroeder, Braun, Froese, Fehr, Kornelsen, etc.
En cambio, los apellidos más comunes entre los amish muestran su origen germano suizo o del sur de Alemania: Stoltzfus (un apellido extremadamente común entre los "menonitas de la antigua orden" y los amish, siendo todos descendientes de Nicholas Stoltzfus (1719–1774), un amish que emigró de Alemania a Estados Unidos en 1766), Yoder (otro apellido sumamente común entre los amish, cuyo origen se encuentra en el Cantón de Berna), Peachy (alteración de Bitsche), Lapp, King, Beiler, Lehmann, Miller, Smucker (alteración de Schmucker), Schwartz, Weaver (traducción de Weber), etc.

### Diferencias estéticas
A simple vista, es posible diferenciar a los amish de los menonitas de Rusia por una serie de características, las cuales incluyen su ropa y, en algunos casos, su fenotipo, es decir, sus características físicas.
Por ejemplo, los hombres menonitas de Rusia se afeitan su barba bien al ras durante toda su vida. En cambio, los amish solo se afeitan mientras son solteros (etapa que dura poco), mientras que una vez que se casan, deben dejarse la barba (con excepción del bigote, al cual lo tienen prohibido). La regla de la barba larga para los amish casados fue determinada por el suizo Ammann en el siglo XVII y así continúan.
Al mismo tiempo, los hombres menonitas de Rusia llevan el pelo corto y bien rebajado, con orejas descubiertas, como es muy común también al resto de los varones de buena parte del mundo. En cambio, los hombres amish suelen tener cortes de pelo en bloque (como el corte taza), lo que hace que tengan algunos mechones más largos, y usan sombreros de paja. A veces, el pelo de los costados en los hombres amish puede llegar a cubrirles un poco las orejas.
Además, los hombres amish visten camisas de colores sólidos (por ej.: blanco, azul) y pantalones oscuros sujetados con tirantes. Los pantalones y sacos que llevan los hombres amish suelen ser de un negro muy profundo, lo que les da un aspecto más formal o severo. En cambio, los menonitas de Rusia usan jardineros y camisas frecuentemente a cuadros, lo que evoca más su trabajo físico (aunque ambas comunidades trabajan ellas mismas la tierra llevando una vida sencilla). Asimismo, los amish pueden llevar sacos, pero sin botones, sujetando a estos con ganchos (dado que los botones se considerarían adornos).
Con respecto a las mujeres, las menonitas de Rusia suelen vestir pañuelos con flecos (pañuelos blancos para solteras y negros para casadas) y amplios sombreros con una cinta (generalmente cinta marrón si son casadas y de otro color -como por ejemplo azules, violetas o verdes- si son solteras). Asimismo, las niñas menonitas de Rusia llevan esmeradas trenzas. En cambio, las amish suelen llevar un rodete tirante y una kapp (también llamada prayer covering), una especie de cofia, lo que refuerza su aspecto más severo o estático. A su vez, cuando las amish viajan, encima de su kapp se ponen el Amish bonnet, un bonete muy característico de las amish. El color del bonete de las amish es diferente con base en si son solteras o casadas.
En lo que respecta a los vestidos, las menonitas de Rusia suelen llevar vestidos floreados (flores u otros dibujos grandes), los cuales son más oscuros conforme van creciendo (y pueden llevar un delantal negro encima), mientras que las amish visten en colores sólidos y oscuros (generalmente lavanda o azul), lo que les da un aspecto más uniforme. De hecho, no es raro que un grupo de mujeres amish compre una gran cantidad de tela de un solo color, y todas se hagan el mismo vestido, dando un aspecto de gran uniformidad (lo que puede recordar a antiguas enfermeras).
Ya en el orden fenotípico, la incidencia del cabello rubio, en especial la del rubio extra claro, es bastante menor en los amish, no siendo raro que tengan cabello castaño (lo cual en los hombres puede resaltar aun más su típico corte de cabello en bloque y su barba larga sin bigote).

### Conversión de un grupo de amish en menonitas y estética propia
Entre 1862 y 1878, como resultado de una corriente de reforma entre los amish estadounidenses, surgieron diferentes congregaciones entre los amish de ese país. Entre ellas, un grupo de amish se alejó de las antiguas tradiciones amish y se acercó a los menonitas de Estados Unidos (no a los menonitas de Rusia), convirtiéndose en "Menonitas amish" (en inglés: Amish Mennonites), es decir, en menonitas de origen amish. Con el tiempo, los menonitas amish han tratado de borrarse el término amish, comenzando a presentarse como "menonitas" a secas. Sin embargo, esto no hace que sean iguales a los menonitas de Rusia: siguen diferenciándose en origen, apellidos, historia, idiosincrasia (otros lugares de origen en Europa y varios siglos en Estados Unidos), lengua y vestimenta. En su lugar, les resulta más sencillo fusionarse con los "menonitas de la antigua orden" de Estados Unidos, los cuales también hablan alemán de Pensilvania y tienen el mismo origen dentro de Europa.
Como se puede ver, además de las distinciones religiosas o del código de vestimenta, las diferencias estriban en el hecho de que no solo se trata de religiones, sino de grupos étnicos diferentes. Tanto los menonitas de Rusia como los amish y/o los "menonitas de la antigua orden" de Estados Unidos, no son solo grupos religiosos, sino grupos étnicos, con historias, genealógicas y lenguas propias.
Más concretamente, la confusión surge porque, a lo largo del tiempo, una sola palabra ha sido usada para referir dos cosas distintas (religión y etnia). El proselitismo generando por la iglesia menonita liberal de Estados Unidos, que generó muchos conversos de otros orígenes étnicos, acentuó la imprecisión del término. Esta situación ha hecho que algunos autores propongan el término de "menonitas étnicos" para diferenciarlos de cualquier otra persona que se convierta a la religión menonita sin pertenecer a dicha etnia. Sin embargo, como se ve, hay por lo menos 2 grupos de menonitas étnicos diferentes, los cuales carecen de un término que los identifique como etnia y no como religión.
En la década de 1960, además, un grupo de amish se dividió de la rama principal creando la rama de los "amish de la Nueva Orden" (en inglés: New Order Amish), con el fin de prohibir más terminantemente el tabaco y el alcohol, además de permitir el proselitismo (salir a evangelizar, algo que los grupos más conservadores no hacen), adoptar el inglés, etc.
Estéticamente, hay algunas características de los "amish menonitas" que también son válidas para los "amish de la Nueva Orden" : usan pantalones muy oscuros (como los amish), pero van afeitados aunque estén casados (una característica tomada de los menonitas), o al menos se recortan la barba. En tanto, las mujeres "amish menonitas" como las "amish de la Nueva Orden" llevan vestidos de colores un poco más claros que los vestidos de las amish, confeccionados con telas a veces de floreados muy pequeños (las cuales, vistas de lejos, pueden dar el aspecto de ser de colores sólidos como las amish), algo que igual queda a mitad de camino con los grandes floreados o estampados de las menonitas de Rusia. Con todo, las "amish menonitas" y "amish de la Nueva Orden" siguen siendo fácilmente reconocibles más allá del vestido, ya que continúan llevando rodete y kapp (la cofia), algo que las menonitas de Rusia no llevan. Las menonitas de Rusia suelen llevar pañuelos de largos flecos y eventualmente amplios sombreros con cintas, pero jamás cofias.
Respecto a la lengua, si en lugar de hablar plautdietsch (bajo alemán menonita), se dicen menonitas que hablan alemán de Pensilvania, el trasfondo amish queda más que evidenciando.
Ya en un orden más general, los menonitas de Rusia se muestran tímidos y campechanos, mientras que los "amish menonitas" o los "amish de la Nueva Orden" de Estados Unidos pueden tener un aspecto mucho menos retraído. Los siglos que llevan los amish viviendo "aislados" pero a la vez a escasos km de ciudades globales como Washington D. C. y Nueva York, hacen que miren al resto del mundo sin grandes sorpresas.
En Estados Unidos, además de las "amish menonitas" o los "menonitas de la Vieja Orden", existen otros grupos que dicen ser menonitas, las cuales se han fundado ahí mismo, en Estados Unidos, pero no tienen relación con los menonitas de Rusia. Así, la trazabilidad de los grupos de menonitas de Estados Unidos puede ser compleja. Sin embargo, como el plautdietsch (bajo alemán menonita) solo es hablado por los menonitas de Rusia, indagar sobre la lengua materna de la colonia en cuestión suele ser la manera más fácil y rápida de decantar unos de otros, sin importar cómo se presenten o vistan.

### Proselitismo amish "de la Nueva Orden"
Los menonitas de Rusia tradicionales (congregaciones Altkolonier) rechazan hacer proselitismo. Es decir, no quieren convencer a nadie de sus creencias, ni quieren hacer que otros vivan como viven ellos. Se trasladan a otros países con el fin de vivir tranquilos y trabajar. Viven en colonias dispersas en Canadá y varios países de América Latina, y tienen sus propias iglesias, lejos de las iglesias menonitas liberales de Estados Unidos. Lo mismo es aplicable para los "menonitas de la antigua orden" (aunque vivan en Estados Unidos) y para los "amish de la Vieja Orden" (también llamados amish a secas, lo que desde la década de 1960 resulta impreciso). Las colonias de estos 3 grupos son genuinos lugares de asentamiento. No se establecen para hacer misiones, ni tampoco están de acuerdo con evangelizar, ni convencer a nadie de la vida que llevan a través de reportajes, ni eventos. Por eso se asientan en lugares apartados, lo que, por otro lado, no les impide mantener relaciones cordiales con el resto de la sociedad, ya sea con sus vecinos o con quienes se les acercan.
Sin embargo, las organizaciones menonitas y anabaptistas de Estados Unidos, dirigidas en muchos casos por estadounidenses conversos de diferentes etnias, no están de acuerdo con la postura de los menonitas étnicos, y los instan a hacer proselitismo. No obstante, la cooperación de los menonitas étnicos conservadores ha sido nula en este aspecto. Por eso, las iglesias menonitas que se encuentran en diferentes ciudades de las Américas fueron abiertas a través de misioneros (de cualquier origen) enviados desde Estados Unidos, es decir, son un trabajo totalmente independiente a los menonitas étnicos. Los menonitas étnicos que viven aislados no responden a esas iglesias menonitas liberales de las ciudades.
Pero desde la década de 1960, un caso diferente en este respecto son los "amish de la Nueva Orden" (en inglés: New Order Amish), una versión mucho más estadounidense de los amish: muchos de ellos ya hicieron el cambio de lengua desde el alemán de Pensilvania hacia el inglés, aceptan conversos (lo que hace que tengan gente de diferentes etnias por más que se vistan similares), sus hombres pueden afeitarse las barbas, aceptan más la tecnología y hacen proselitismo. Este último punto es un dato crucial, ya que, a diferencia de los menonitas de Rusia que forman colonias en diferentes países buscando la tranquilidad, los "amish de la Nueva Orden" podrían establecerse en algún país por un tiempo entregando folletos en plazas, o cantando villancicos en público y demás, lo que tiene un fin evangelizador. Estas acciones son opuestas a lo que hacen los menonitas de Rusia no asimilados (incluso los "menonitas de la antigua orden" de Estados Unidos) y los amish de la Vieja Orden, por lo que no deben ser confundidos unos con otros.